# Dassault Mirage 2000
Міраж 2000 (фр. вимова: [daˈso], Dassault Mirage 2000) — французький багатоцільовий одномоторний реактивний винищувач четвертого покоління з низькорозташованим трикутним крилом, який в 1970-х роках розробила компанія Dassault Aviation. Основний бойовий літак повітряних сил Франції наприкінці XX — на початку XXI століття. Прийнятий на озброєння армій декількох країн Азії, Європи і Латинської Америки.
Всього збудовано понад 600 літаків. Виробничу лінію Mirage 2000 зупинили у 2007 році після постачання останнього літака. Останній Mirage 2000 відправили ПС Греції 23 листопада 2007 року. ПС Франції здійснюють заміну літака Mirage 2000 багатоцільовим винищувачем Dassault Rafale, прийнятим на озброєння ПС 27 червня 2006 року.

## Історія
Витоки Mirage 2000 можна простежити до 1965 року, коли Франція та Британія домовилися розробити літак зі змінною геометрією крила «Anglo-French Variable Geometry» (AFVG). Через два роки Франція вийшла з проєкту через високі витрати, після чого Британія почала співпрацювати з Західною Німеччиною та Італією, щоб врешті-решт створити Panavia Tornado. Натомість Dassault зосередилася на власному літаку зі змінною геометрією крила — експериментальному прототипі Dassault Mirage G. Цей дизайн мав втілитися у Mirage G8, який замінив би популярний Mirage III на службі у повітряних силах Франції.
Mirage 2000 розпочався як вторинний проєкт, умовно названий «Delta 1000» у 1972 році. Dassault приділяла значну увагу Mirage G8A, варіанту з фіксованою геометрією крила, який був конкурентом Panavia Tornado. Mirage G8, який уявлявся, як «Avion de Combat Futur» (ACF; укр. «Бойовий літак майбутнього») для ПС Франції, не відповідав їхнім уявленням про майбутній літак. Повітряні сили хотіли мати винищувач, здатний досягати швидкості 3 Маха, а не ударний літак, неспроможний на ближній бій, яким був Mirage G8. У зв'язку з цим Dassault переробила Mirage G8 у двомоторний Super Mirage G8A, який виявився амбітним і дорогим, у два з половиною рази дорожчим за Mirage F1 і надто складним у порівнянні з F-16, який щойно отримав замовлення від низки європейських країн. У результаті, під час засідання Національної ради оборони 18 грудня 1975 року Super Mirage було скасовано.
ACF був насамперед ударним літаком, а вже потім перехоплювачем, тоді як Delta 2000 був навпаки, проте одномоторний Delta 2000 був набагато доступнішим. На тому ж засіданні Національної ради оборони було запропоновано перероблений Mirage 2000 для ПС Франції, і було замовлено три прототипи. У березні 1976 року ПС Франції висунули набір офіційних вимог, параметри яких збігалися з оцінками характеристик нового винищувача, наданими Dassault. Основним завданням літака було перехоплення, а другорядним — удар по наземним цілям; ПС Франції взяли на себе зобов’язання щодо закупівлі 200 літаків. Перший літак мав бути поставлений у 1982 році. Це було повернення до винищувачів першого покоління Mirage, але з кількома важливими інноваціями, які намагалися вирішити їхні недоліки.

### Виробництво
Виробництво Mirage 2000 відбувалося на трьох будівельних майданчиках, два з яких були розташовані в Бордо та спеціалізувалися на різних компонентах. Крила виготовлялися в Мартіньясі, а фюзеляжі виготовлялися в Аржантейлі (на північний захід від Парижа), з фінальною збіркою, що проходила в аеропорту Бордо-Мериньяк. Перший прототип, Mirage 2000 № 01, однак, був вручну зібраний у Сен-Клу, а потім перевезений на об'єкт компанії Dassault в Істрі для остаточної збірки. Під керуванням Жана Куро, № 01 здійснив свій перший політ 10 березня 1978 року, всього через 27 місяців після затвердження програми. Під час 65-хвилинного польоту Куро розігнав літак до швидкості 1,02 Маха без використання форсажу, після чого піднявся на висоту понад 12 000 м і прискорив літак до 1,3 Маха. До кінця травня літак перевищив швидкість 2 Маха. На іншому кінці швидкісного спектра Mirage 2000 виявився здатним до польоту на малих швидкостях, що було продемонстровано на авіашоу у Фарнборо у вересні 1978 року, під час якого пілот Dassault Гі Міто-Марурд підняв літак до 25° куту атаки, коли швидкість знизилася до 190 км/год. Подальші випробування показали, що літак може досягти кута атаки 30° при наявності паливних баків і озброєння.
Другий прототип, № 02, здійснив свій 50-хвилинний перший політ у вересні 1978 року під керуванням Міто-Марурда. На літаку  випробовували деякі системи авіоніки, щоб застосовувати відповідне озброєння. Через відмову двигуна під час заходу на посадку, літак був втрачений у травні 1984 року. № 03 здійснив свій перший політ у квітні 1979 року; він був оснащений повною системою озброєння і використовувався для випробувань радара та зброї. Після 400 годин польотів їх відправили до Центру льотних випробувань (Centre d'Essais en Vol). Хоча в грудні 1975 року було замовлено три прототипи, Dassault побудувала додатковий четвертий одномісний демонстраційний літак для власних цілей, який втілював досвід, отриманий з попередніх літаків, а саме зменшення висоти кіля та збільшення кута нахилу кіля, перепроектовані повітрозабірники та систему FBW (fly-by-wire). Єдиний двомісний Mirage 2000B у випробувальній програмі вперше піднявся в повітря 11 жовтня 1980 року.
Перший серійний Mirage 2000C (C для chasseur, «винищувач») піднявся в повітря 20 листопада 1982 року. Поставки до ПС Франції розпочалися в 1983 році. Перші 37 Mirage 2000C були оснащені багатофункціональним імпульсно-доплерівським радаром Thomson-CSF Radar Doppler Multifunction (RDM) і були оснащені турбовентиляторним двигуном SNECMA M53-5. 38-й Mirage 2000C мав удосконалений турбовентиляторний двигун SNECMA M53-P2. Радар Doppler à Impulsion (RDI), побудований компанією Thales для Mirage 2000C, надійшов на озброєння в 1987 році. Він має значно покращену дальність дії, близько 150 км, і працює в парі з ракетами Matra Super 530D, які значно покращені порівняно з ракетами Super 530F. Можливості захоплення цілей на фоні землі значно покращені, але цей радар зазвичай не використовується для завдань «повітря — поверхня».

### Подальший розвиток

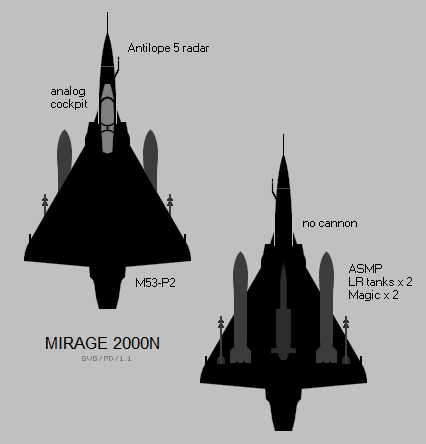

Mirage 2000N — це спеціальний варіант для ядерного удару, який був призначений для перевезення ядерної ракети великої дальності Air-sol moyenne portée (ASMP). Льотні випробування першого з двох прототипів, Mirage 2000N 01 (восьмий Mirage 2000), розпочалися 3 лютого 1983 року. Під час 65-хвилинного польоту літак досяг швидкості 1,5 Маха. Варіант був прийнятий на озброєння у 1988 році та спочатку діяв з авіабази Луксейль у складі 4-ї ескадрильї винищувачів . На основі Mirage 2000N був розроблений спеціальний варіант для звичайних атак під назвою Mirage 2000D. Перший політ прототипу Mirage 2000D, модифікованого прототипу Mirage 2000N, відбувся 19 лютого 1991 року. Перший політ серійного літака відбувся 31 березня 1993 року, а на озброєння він надійшов у квітні 1995 року. Було виготовлено 75 Mirage 2000N та 86 Mirage 2000D.
До кінця 1980-х років Mirage 2000 почав старіти порівняно з найновішими моделями винищувачів F-16. Особливу увагу було звернено на неспроможність літака одночасно вражати кілька цілей і невелику кількість ракет класу «повітря — повітря», яку він міг нести. У зв'язку з цим у квітні 1989 року компанія Dassault оголосила, що разом із Thomson-CSF працюватиме над оновленням Mirage 2000C за приватні кошти, яке отримало назву Mirage 2000-5. Прототип двомісного Mirage 2000B був значно модифікований і став першим прототипом Mirage 2000-5, який вперше полетів 24 жовтня 1990 року. Прототип Mirage 2000C також був модернізований до аналогічного стандарту, його перший політ відбувся 27 квітня 1991 року. Перший варіант літака, спеціально розроблений у відповідь на експортний попит, був замовлений Тайванем у 1992 році, а Катаром — у 1994 році. Перші поставки розпочалися у 1996 році, а на озброєння літак надійшов у 1997 році.
Dassault потребувала замовлення від ПС Франції для сприяння іноземним продажам, і в 1993 році повітряні сили вирішили модернізувати 37 своїх існуючих Mirage 2000 до специфікації 2000-5 як тимчасовий захід перед надходженням Rafale на озброєння ПС Франції. Модернізовані літаки були переназвані на Mirage 2000-5F і набули стану оперативної готовності у 2000 році. Вони зберегли стару систему протидії з блоками Serval/Sabre/Spirale і не отримали систему ICMS 2. Також було розроблено двомісний варіант, у якого заднє сидіння обладнане відображенням інформації на лобовому склі, але без відображення на рівні голови.
За наполяганням Об'єднаних Арабських Еміратів компанія Dassault працювала над подальшою модифікацією Mirage 2000-5. Спочатку названий Mirage 2000-9, цей варіант отримав модернізацію радара та відповідної авіоніки, зміну конфігурації озброєння та збільшення дальності польоту.
Останній Mirage 2000 був доставлений 23 листопада 2007 року ПС Греції; після цього виробничу лінію було зупинено.
25 червня 2018 року Повітряні сили Франції провели офіційну церемонію зняття з експлуатації Mirage 2000N. Таким чином єдиним носієм ракети ASMP залишився багатоцільовий винищувач Dassault Rafale.

## Опис

### Будова

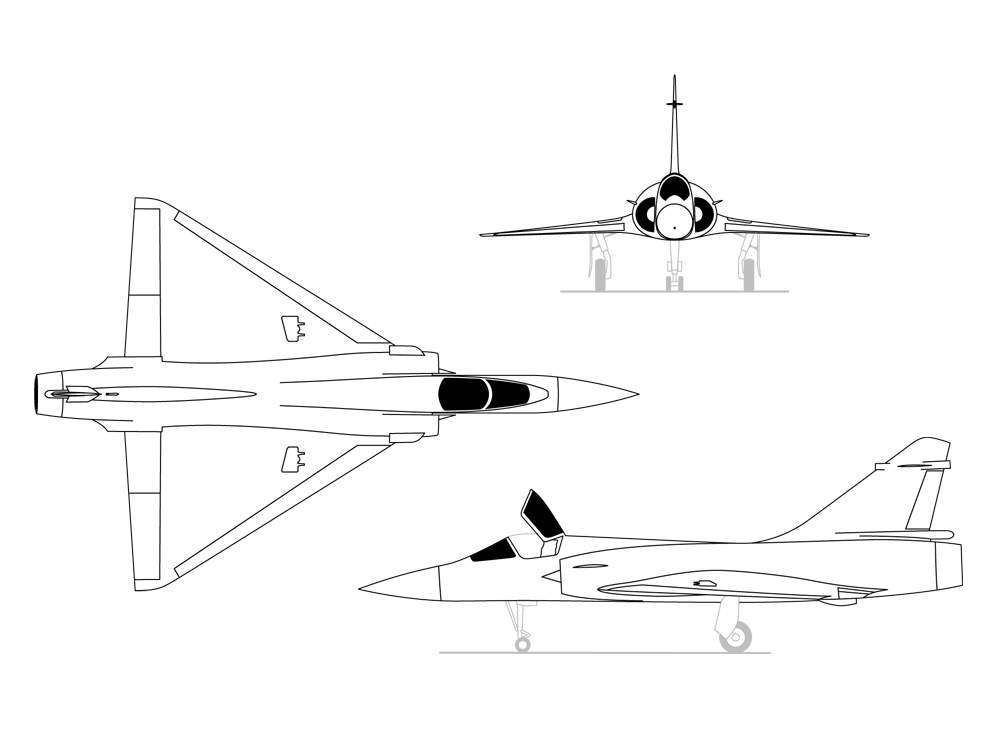
Конструкція

Літак спроектований за схемою «безхвостої дельти» з низькорозташованим трикутним крилом, що має кут стріловидності по передній кромці 58 градусів, з одним кілем. Шасі триопорне, з носовою опорою. Конструктивними особливостями літака є потужна і розвинена механізація крила (автоматично керовані передкрилки по всій передній кромці і двосекційні елевони по всьому розмаху), а також широке вживання композитних матеріалів.
Зверху і знизу на кожній консолі крила розташовані повітряні гальма. Крило багатолонжеронне суцільнометалевої конструкції; обшивка елевонів виконана з вуглепластику, заповнювач — стільникова конструкція з алюмінієвого сплаву Ag5. Панелі відсіку радіоелектронного устаткування також шаруватої конструкції з обшивкою з вуглепластику і стільниковим заповнювачем. Практично вся обшивка кіля і вся обшивка керма напряму виконана з епоксидних боро- і вуглепластиків. Заповнювач керма також стільниковий з алюмінієвого сплаву.
Літак оснащений триопорним шасі, що прибирається, виробництва Messier-Dowty з подвійними носовими колесами та одним колесом на кожній основній стійці. Під хвостом може бути встановлений гак для посадкової смуги або обтічник для парашута-гальма, який може працювати разом з карбоновими гальмами шасі для скорочення дистанції посадки. Спереду кабіни, трохи праворуч від центру, може бути встановлений знімний заправний зонд.

### Кабіна

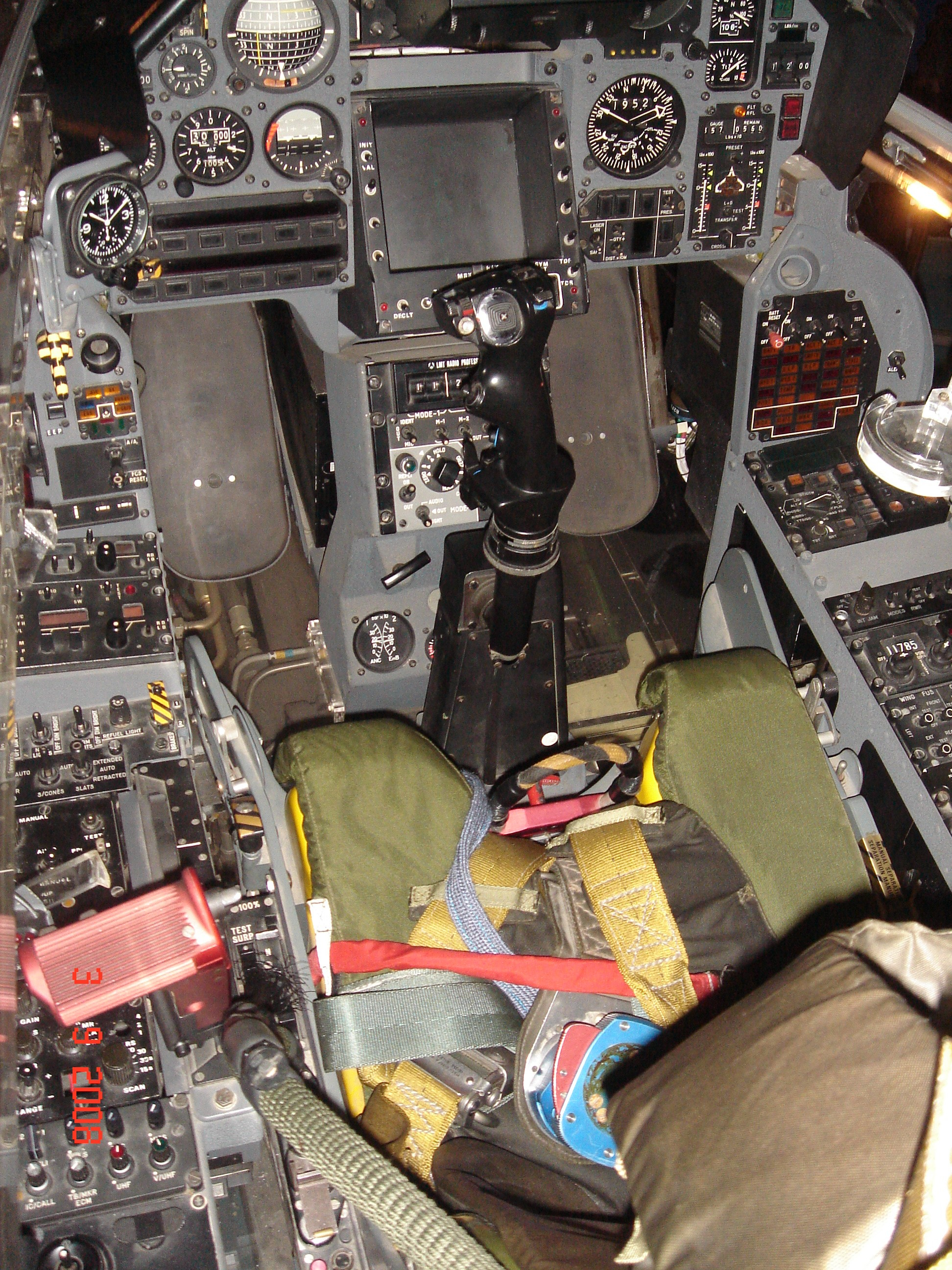
Кабіна Mirage 2000

Mirage 2000 доступний у варіантах одномісного або двомісного багатоцільового винищувача. Пілот керує літаком за допомогою центральної ручки керування та ліворуч розташованого важеля керування дроселем, обидва оснащені елементами управління HOTAS. Пілот сидить на катапультному кріслі SEM MB Mk10 «нуль-нуль» (ліцензійно виготовлена версія британського Martin-Baker Mark 10), яке дозволяє катапультування на нульовій швидкості і висоті.
Панель приладів (у Mirage 2000 C) включає в себе головний HUD-дисплей Sextant VE-130, який відображає дані, пов’язані з управлінням польотом, навігацією, захопленням цілей і використанням озброєння, а також радарний екран, розташований по центру нижче дисплея.

### Бортові системи
Інженери Dassault впровадили в конструкцію певний рівень послабленої стійкості, оскільки центр ваги, або нейтральна точка, розташований попереду центру тиску, що підвищує маневреність. Вона включає зменшену статичну стійкість та систему керування польотом fly-by-wire (електродистанційна) з чотирма аналоговими комп'ютерами. Як вперше було продемонстровано на авіасалоні у Фарнборо у 1978 році, такі конструкції, а також використання динамічних комп'ютеризованих систем управління дозволяли подолати недоліки дельтоподібного крила, пов'язані з поганим управлінням на низьких швидкостях, зберігаючи при цьому переваги, такі як низький опір, мала ефективна площа розсіювання радарного сигналу, ідеальна аеродинаміка на високих швидкостях, а також простота, обумовлена відсутністю хвостового горизонтального оперення.
Крім того, є аварійний канал, живлення якого здійснюється від окремої акумуляторної батареї. Вона забезпечує достатню стійкість і керованість у всьому діапазоні висот і швидкостей, включаючи польоти на гранично малих висотах і на високих швидкостях, а також в екстремальних умовах на малих швидкостях при великих кутах атаки.
Дві незалежні гідравлічні системи з робочим тиском 280 атм забезпечують роботу приводів поверхонь управління, випуск і прибирання шасі і повітряних гальм. Джерелами електроенергії є два генератори змінного струму по 20 кВА і акумуляторна батарею ємністю 40 ампер-годин.

### Двигун

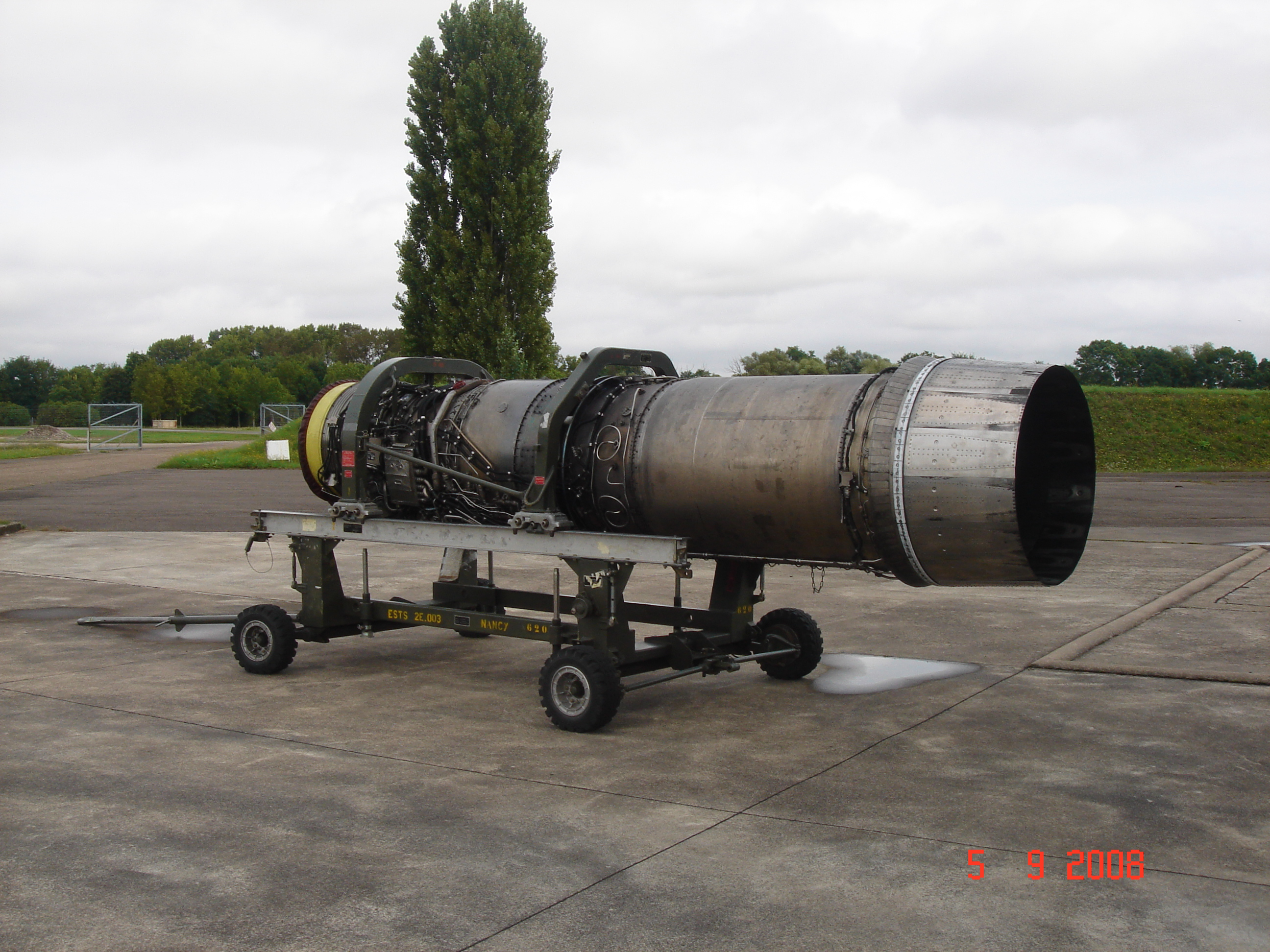
Турбовентиляторний двигун SNECMA M53

Турбореактивний двигун з форсажною камерою Snecma M53 був розроблений для проєкту ACF і став доступним для проєкту Mirage 2000. Це одновальна конструкція з модульною побудовою, яка є відносно легкою та простою в порівнянні з британськими чи американськими аналогами. Двигун M53 складається з трьох ступенів компресора низького тиску, п'яти ступенів компресора високого тиску та двох ступенів турбіни. Програма розробки, що складалася з 20 двигунів, розпочалася з тестування M53 без суфікса на стенді у лютому 1970 року, а в липні 1973 року цей двигун вперше піднявся в повітря на тестовому літаку Caravelle. Компанія Dassault проводила льотні випробування версії M53-2 за допомогою випробувальних літаків Mirage F1E, починаючи з грудня 1974 року; ця версія виробляла 84 кілоньютони тяги на форсажі. Сам літак Mirage 2000 був оснащений двома версіями двигуна M53: M53-5, який встановлювали на початкові оперативні літаки, мав тягу 88 кН на форсажі. Остаточна версія двигуна, M53-P2, яка встановлювалася на більшість літаків цього типу, мала тягу 65 кН без форсажу і 95 кН на форсажі.

## Варіанти

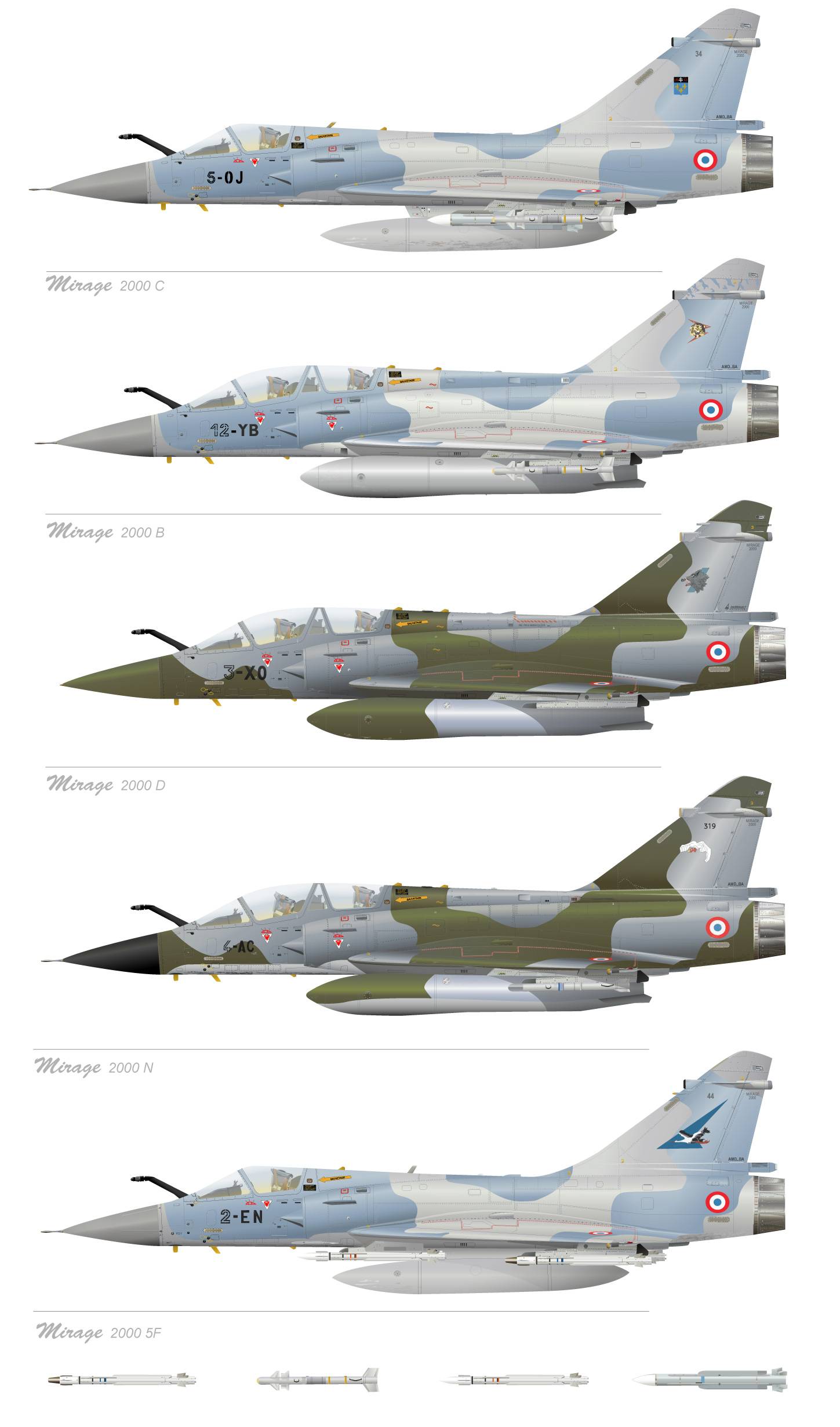

- Mirage 2000 — первісна модифікація.
- Mirage 2000В — двомісний навчально-бойовий варіант модифікації 2000С.
- Mirage 2000С — одномісний винищувач-перехоплювач.
- Mirage 2000D — ударний винищувач-бомбардувальник, носій звичайного озброєння.
- Mirage 2000Е — багатоцільовий винищувач, призначений для експорту.
- Mirage 2000ED — двомісний навчально-бойовий варіант модифікації 2000E.
- Mirage 2000N — ударний винищувач-бомбардувальник, носій ядерної зброї.
- Mirage 2000R — одномісний розвідник.
- Mirage 2000S — експортна версія 2000D, випускалася з 1994 року.
- Mirage 2000-5 — модернізована експортна версія.
- Mirage 2000-5 Mk 2 — покращена версія Mirage 2000-5 з більш досконалим радаром, новими комп'ютерами та новою інерційною навігаційною системою.
- Mirage 2000-9 — експортний варіант Mirage 2000-5 Mk 2.

### Mirage 2000B
Mirage 2000B — це двомісний конверсійний варіант навчально-бойового літака, перший політ якого відбувся 11 жовтня 1980 року. ПС Франції придбали 30 Mirage 2000B.

### Mirage 2000C
Вдосконалення включають додавання режиму розпізнавання некооперативних цілей (NCTR) до радара RDI для ідентифікації повітряних цілей, які не відповідають на запит «свій-чужий», та можливість нести озброєння класу «повітря — поверхня», такі як ракети, фугасні бомби та касетні бомби. Деякі варіанти, особливо ті, що оснащені радаром RDM (переважно використовуються в експортних моделях), мають можливість використовувати протикорабельну ракету Exocet.

### Mirage 2000D
Перший політ модифікації Mirage 2000D відбувся 19 лютого 1991 року, перший політ серійної машини — 31 березня 1993 року. Введений до бойового складу французьких ПС у березні 1994 року. Машина є першим французьким винищувачем, призначеним для подолання системи ППО на малих висотах і завдавання ударів по наземних цілях в будь-яких погодних умовах і вночі з використанням як ядерної, так і звичайного високоточної керованої авіаційної зброї з лазерними системами наведення. До числа інших особливостей літака, що відрізняють його від попередньої модифікації («Міраж-2000N»), належать наявність вдосконаленого бортового радіоелектронного обладнання, що включає системи управління польотом і прицільно-навігаційну, засоби РЕБ, а також можливість застосування перспективних КР «класу повітря — поверхня» Apache та SCALP EG. Всього побудовано 86 машин.

### Mirage 2000E
Загальне найменування експортної модифікації літака Mirage 2000. Машина оснащувалася двигуном M53-p2, вдосконаленою РЛС Rdm+ фірми THOMSON-CSF і станцією лазерної підсвітки наземних цілей ATLIS II, що розміщується в підвісному контейнері.

### Mirage 2000N
Mirage 2000N — це ударний варіант, який мав нести ядерну ракету Air-Sol Moyenne Portée. Ударний варіант відрізнявся
посиленим планером, оптимізованим для польотів із високою швидкістю на малих висотах.
Варіант було знято з експлуатації 21 червня 2018 року.

### Mirage 2000-5F
Перше серйозне оновлення в порівнянні з Mirage 2000C. Замінює більшість дисплеїв у кабіні кількома великими багатофункціональними дисплеями та модернізує інтерфейс літака для використання цілевказівних контейнерів і широкого спектру керованої зброї «повітря — повітря», а також оновлення радара для наведення та надання інформації для ракет MICA.
Літаки, які модернізовані до рівня Mirage 2000-5F Vi мають повний набір сучасних систем зв’язку, включно з Link 16.

### Mirage 2000-5 Mk 2
Покращений варіант «Mk 2» літака Mirage 2000-5 має більш досконалий радар RDY-2 (який замінив радар RDM), новий багатофункціональний обчислювальний блок (MDPU), який замінив старі головні комп'ютери MC1 та MC2, та нову інерційну навігаційну систему TOTEM 3000, що використовує лазери (замість механічної системи ULISS 52 INS). Переважно аналогові кабіни були замінені на сучасніші «скляні кабіни». Ще одним удосконаленням (принаймні для повітряних сил Греції), яке отримали M2000-5 Mk2, стала нова інтегрована система контролю та моніторингу (ICMS) «advanced type MK3».

### Mirage 2000-9
Mirage 2000-9 — це експортний варіант Mirage 2000-5 Mk.2. ОАЕ були першим замовником, які замовили 32 нові літаки, з яких 20 були одномісними Mirage 2000-9 та 12 двомісних Mirage 2000-9D. В майбутньому планується модернізація 30 старих Mirage 2000 з Абу-Дабі до стандарту Mirage 2000-9.

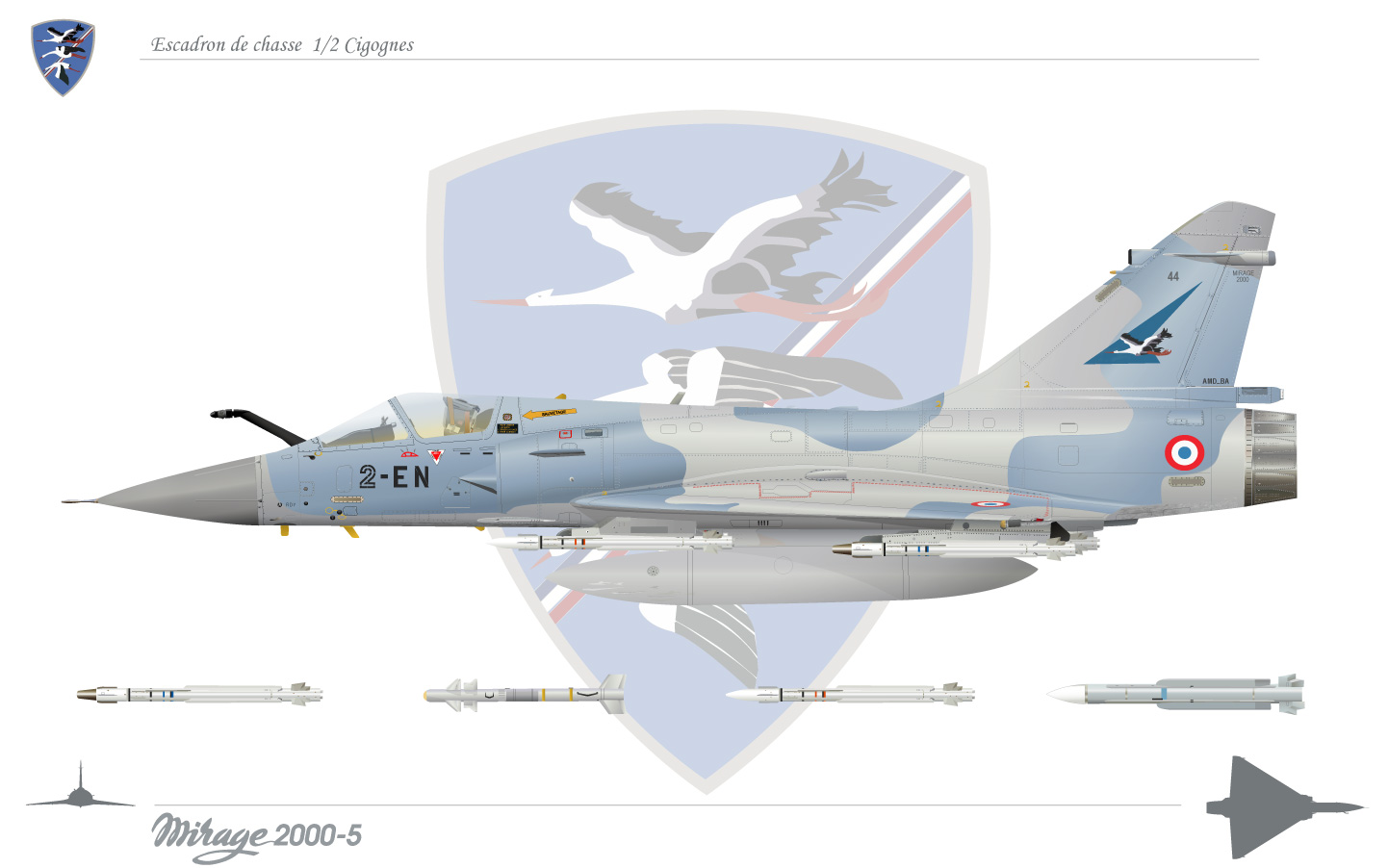
Mirage 2000
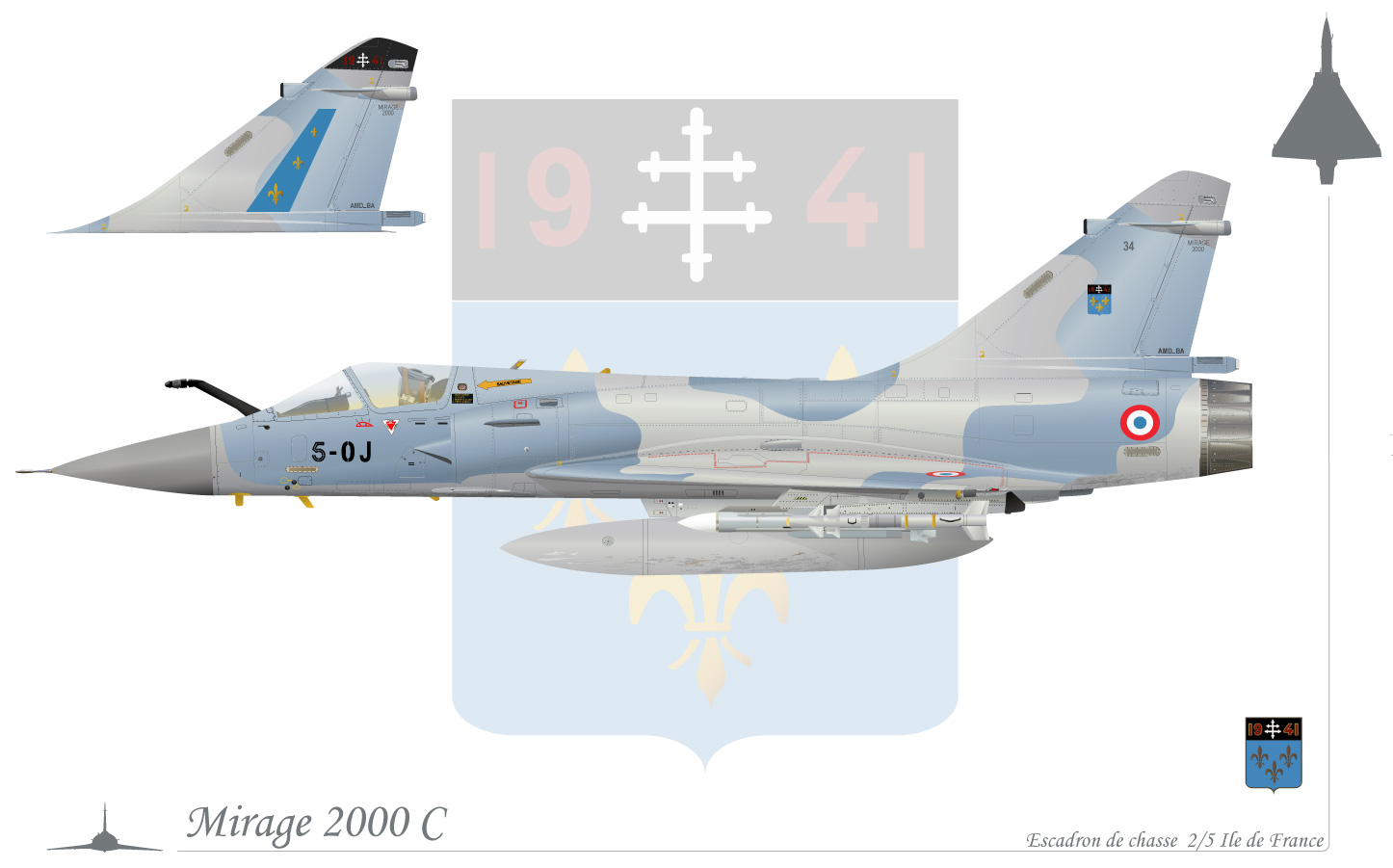
Mirage 2000C
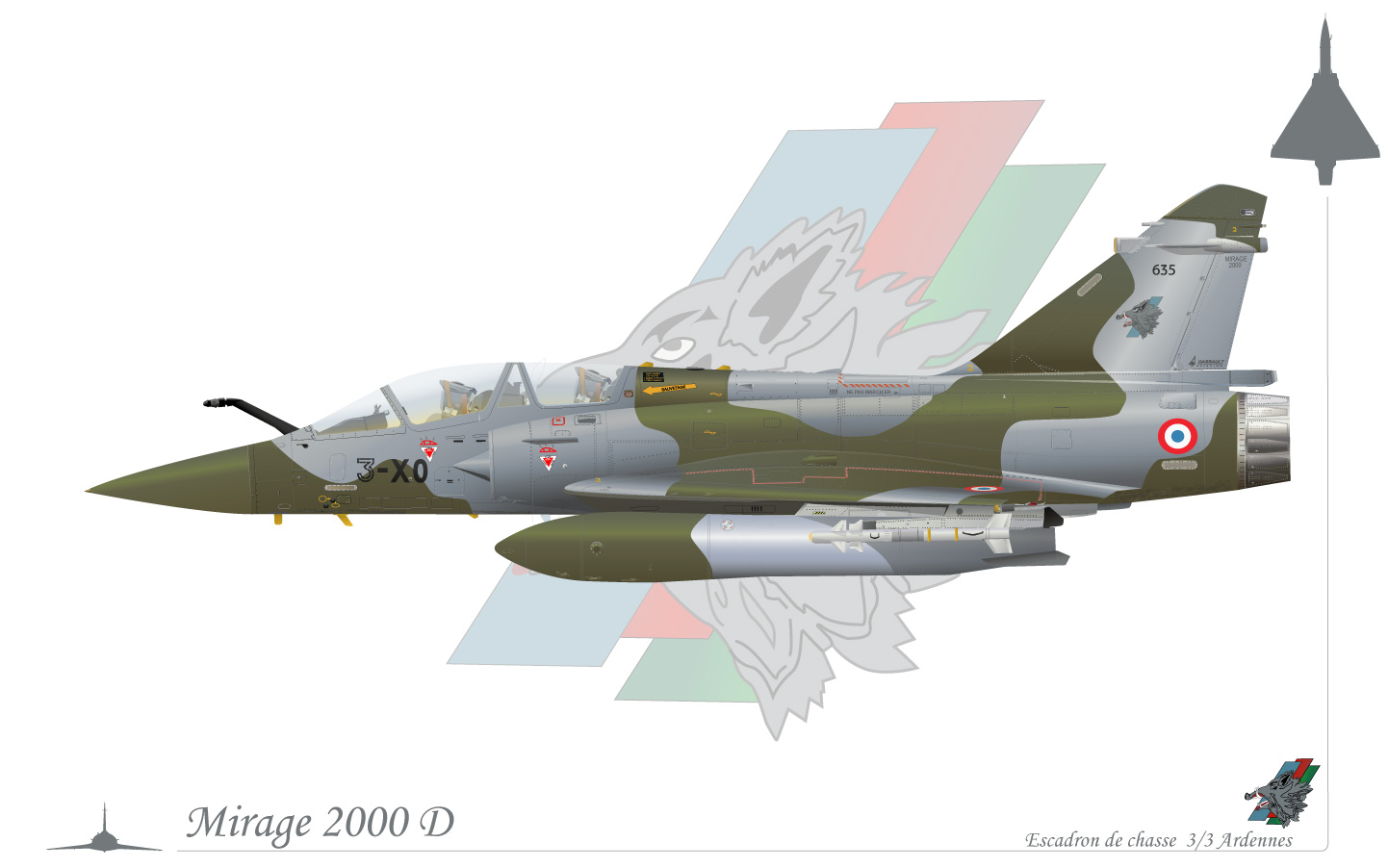
Mirage 2000D
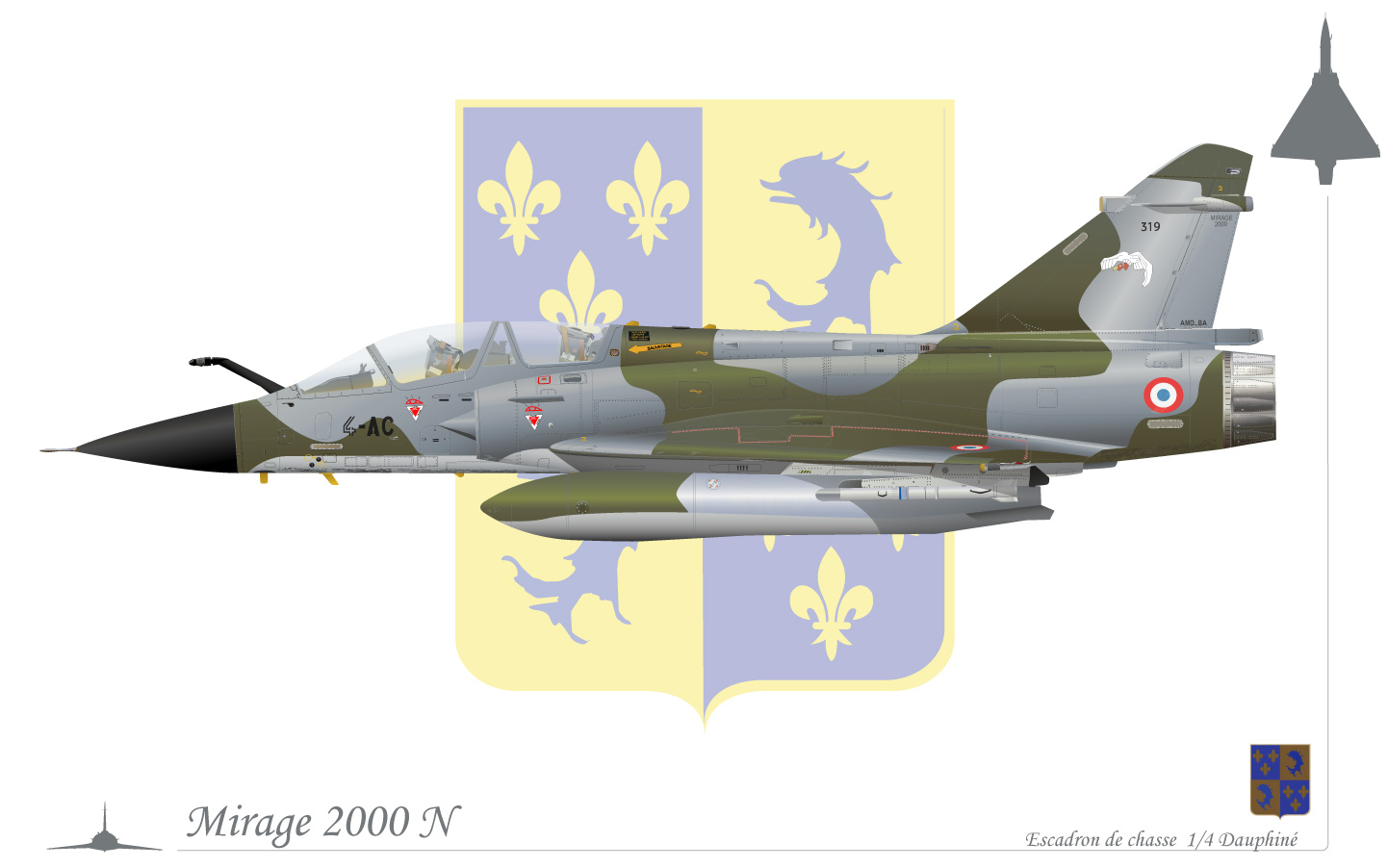
Mirage 2000N
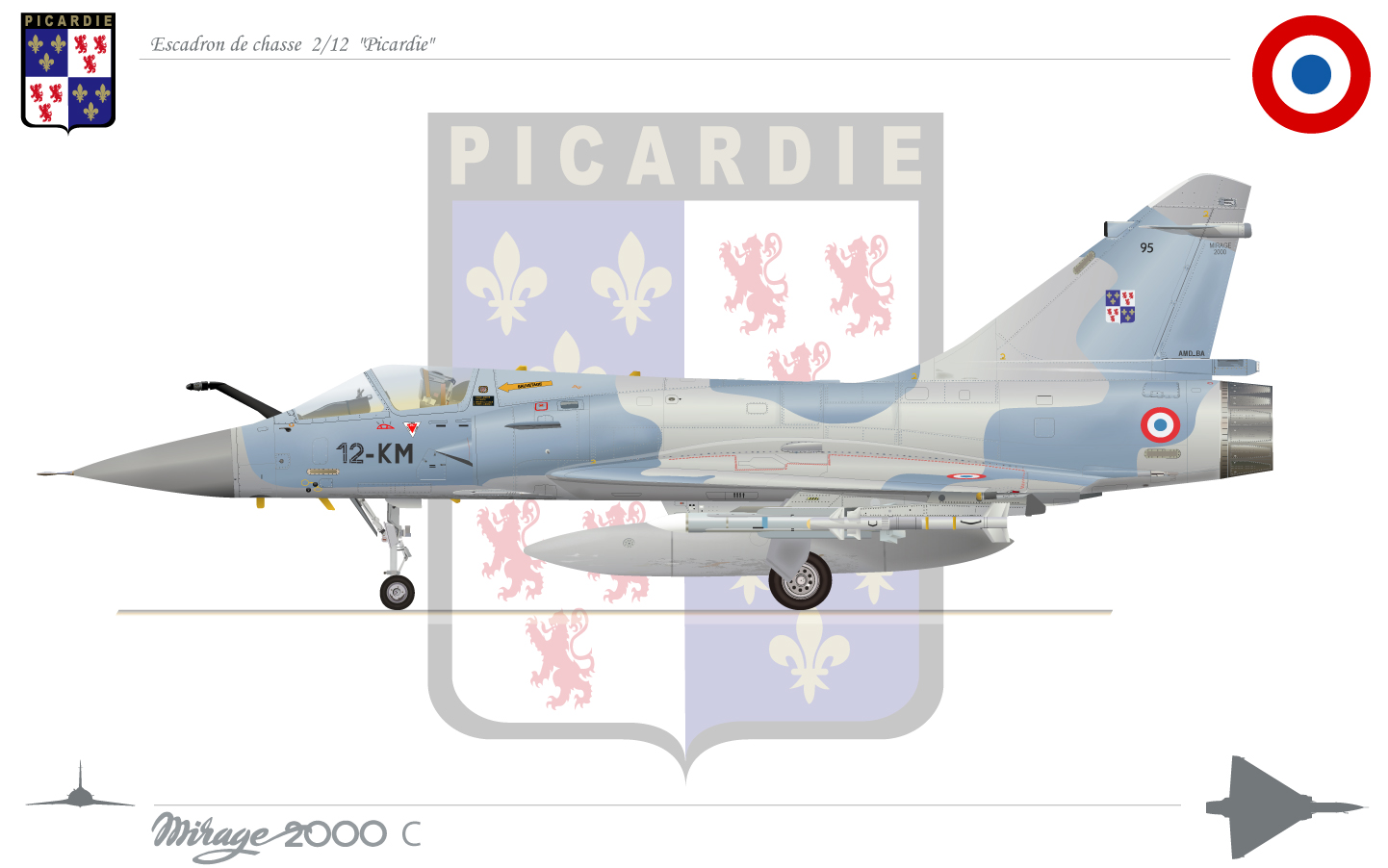
Mirage 2000C RDI
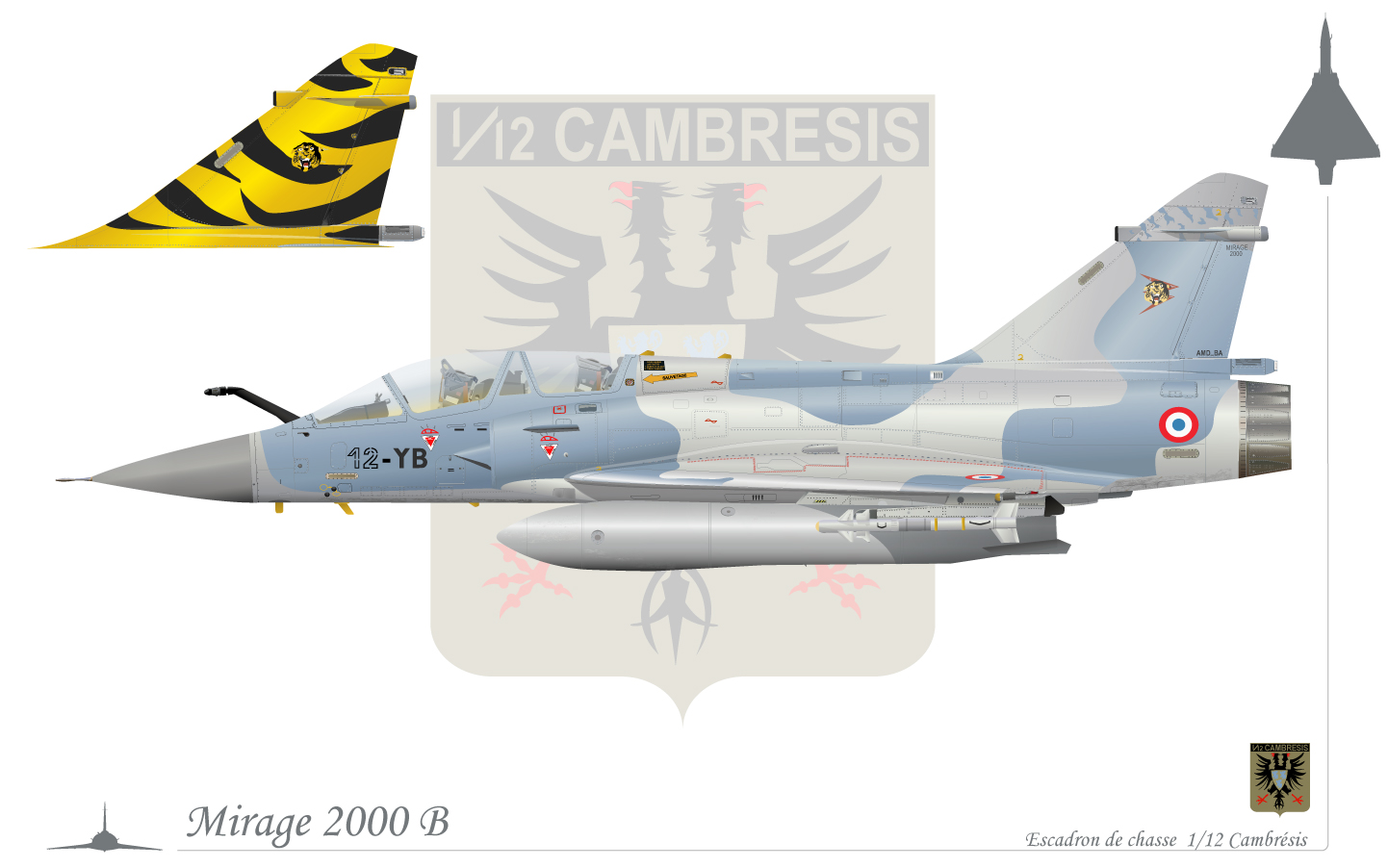
Mirage 2000B
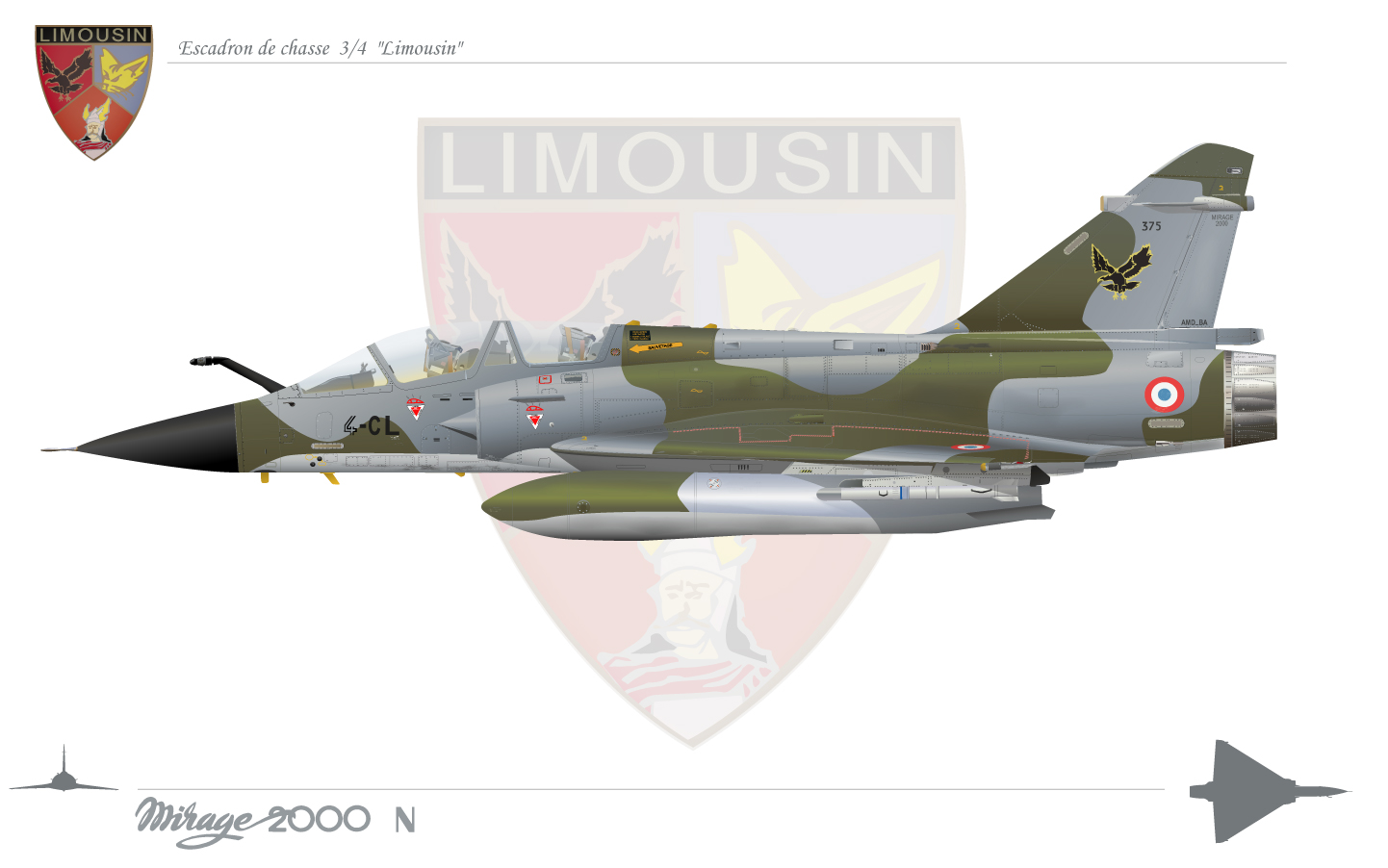
Mirage 2000N
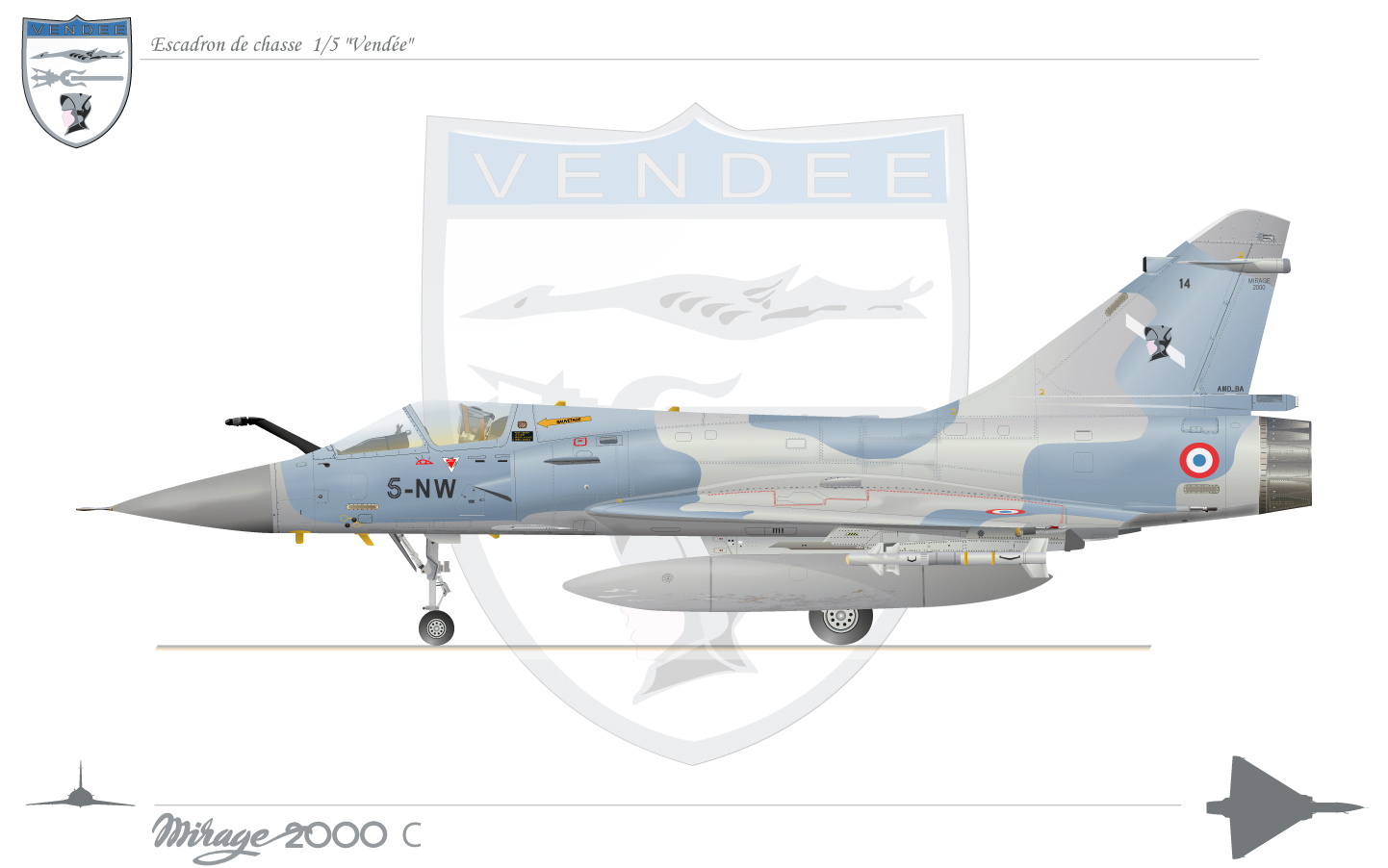
Mirage 2000C

## Історія використання

### Бразилія
Dassault брала участь у конкурсі на заміну застарілих винищувачів Mirage IIIEBR/DBR Повітряних сил Бразилії спеціальною бразильською версією Mirage 2000-9, яка мала бути розроблена у співпраці з Embraer та отримати позначення Mirage 2000BR. Однак через фінансові проблеми Бразилії конкурс затягнувся на роки, доки його не призупинили у лютому 2005 року.
Замість цього в липні 2005 року Бразилія придбала 12 колишніх французьких винищувачів Mirage 2000 (десять одномісних версії «C» і два двомісні версії «B»), що отримали бразильське позначення F-2000, за 72 мільйони доларів. Постачання розпочалося у вересні 2006 року і завершилося 27 серпня 2008 року з передачею останніх двох літаків.
Згідно з Journal of Electronic Defense, загальна сума угоди становила 200 мільйонів доларів, що включало значну кількість ракет класу «повітря — повітря» Magic 2, а також повне навчання з перепідготовки у Франції та повну матеріально-технічну підтримку від французьких ПС. Десять одномісних винищувачів і два двомісних навчально-бойових літаки були передані з бойових ескадрилей Escadron de Chasse 1/5 та 2/5, що базувалися на авіабазі Оранж.
Перше постачання відбулося у вересні 2006 року для 1-ї групи протиповітряної оборони (1º GDA – 1st Air Defence Group), розташованої в Анаполісі. Винищувачі використовувалися переважно для завдань протиповітряної оборони та були оснащені ракетами Matra Super 530D і Matra Magic 2.
Бразилія офіційно вивела ці літаки з експлуатації у грудні 2013 року, незадовго до завершення контракту на технічне обслуговування з Dassault.

### Греція

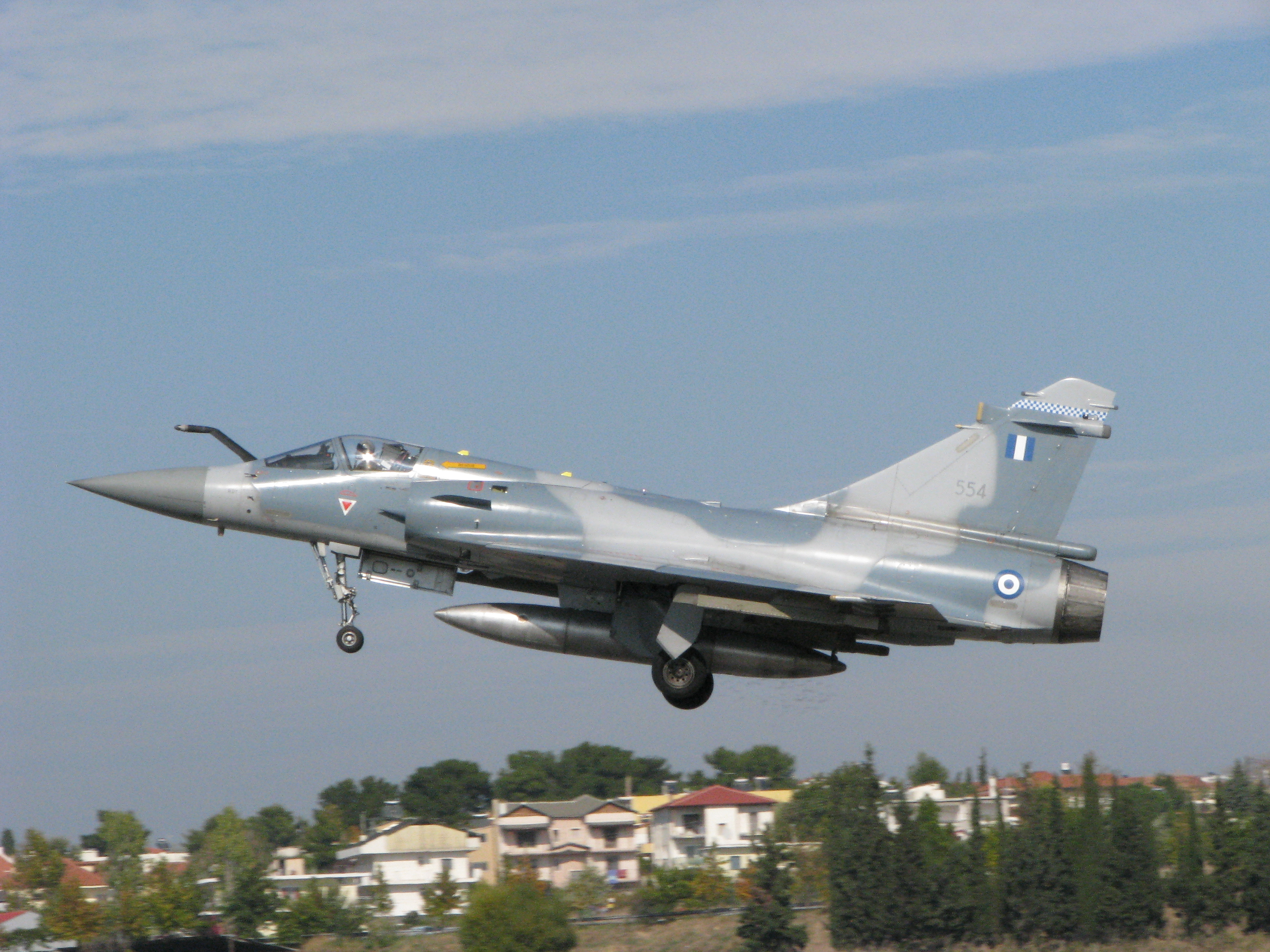
Mirage 2000-5 повітряних сил Греції

У липні 1985 року Греція підписала контракт на придбання 40 літаків Mirage 2000, що включав 36 одномісних літаків і 4 двомісні навчальні. Замовлення було частиною ширшої програми оборонних закупівель, у рамках якої країна, з політичних причин, також замовила літаки F-16. Контракт на суму 1,38 мільярда доларів також передбачав постачання зброї та обладнання, а також промислові компенсації, що дозволяли Греції виробляти двигуни M53-P2. Перші літаки були поставлені в червні 1988 року, а останні — до кінця 1989 року. Вони мали захисний комплекс контрзаходів «ICMS Mk. 1», оновлену версію стандартного захисного комплексу Mirage 2000C, що характеризується двома маленькими антенами біля верхньої частини кіля. Спочатку літаки були озброєні ракетами R.550 Matra Magic-2. Під час модернізаційного проєкту «Talos» 1990-х років, що був виконаний компанією Hellenic Aerospace Industry під наглядом Dassault і Thompson-CSF, літаки отримали: значно покращений радарний комплект RDM-3; DCS ICMS 1; можливість нести середньої дальності ракету Super-530D та протикорабельну ракету AM39 Exocet Block II. Після модернізації «Talos» літаки були перейменовані на Mirage-2000EGM/BGM.
У серпні 2000 року Греція замовила партію з 15 нових винищувачів Mirage 2000-5 Mk. 2 на суму 1,1 мільярда доларів і модернізувала 10 існуючих Mirage 2000EGM до стандарту Mirage 2000-5 Mk. 2. Модернізація включала додавання радара RDY-2 і захисний комплекс контрзаходів ICMS-3, а також можливість використання крилатих ракет SCALP і обох версій ракети MICA, замовлення на які було оформлено. Усі грецькі машини (Mk 2 та EGM) оснащені інерційною навігаційною системою TOTEM-3000 Mk2 замість Uliss-52 і мають здатність до заправки у повітрі за допомогою системи «hose-and-drogue».
8 жовтня 1996 року, через сім місяців після ескалації конфлікту з Туреччиною через острови Імія/Кардак, турецький винищувач F-16D зазнав аварії в Егейському морі після перехоплення грецькими літаками Mirage. Турецький пілот загинув, тоді як другий пілот катапультувався і був врятований грецькими силами. У серпні 2012 року, після збиття літака RF-4E біля сирійського узбережжя, міністр оборони Туреччини Ісмет Їлмаз заявив, що турецький F-16D у 1996 році був збитий грецьким Mirage 2000 за допомогою ракети R.550 Magic II поблизу острова Хіос. Греція заперечує, що F-16 був збитий. Обидва пілоти Mirage повідомили, що F-16 загорівся і вони бачили один парашут.
12 квітня 2018 року грецький Mirage 2000-5 зазнав аварії в Егейському морі на північ від авіабази Скірос після того, як був піднятий для перехоплення двох турецьких F-16, які перебували в спірному повітряному просторі. Коли пари Mirage прибули до району, турецькі винищувачі вже покинули його. Грецький пілот загинув в аварії, причиною якої був визнаний Сахарський пил у повітрі; обидва пілоти Mirage летіли на низькій висоті в умовах поганої видимості.

### Франція

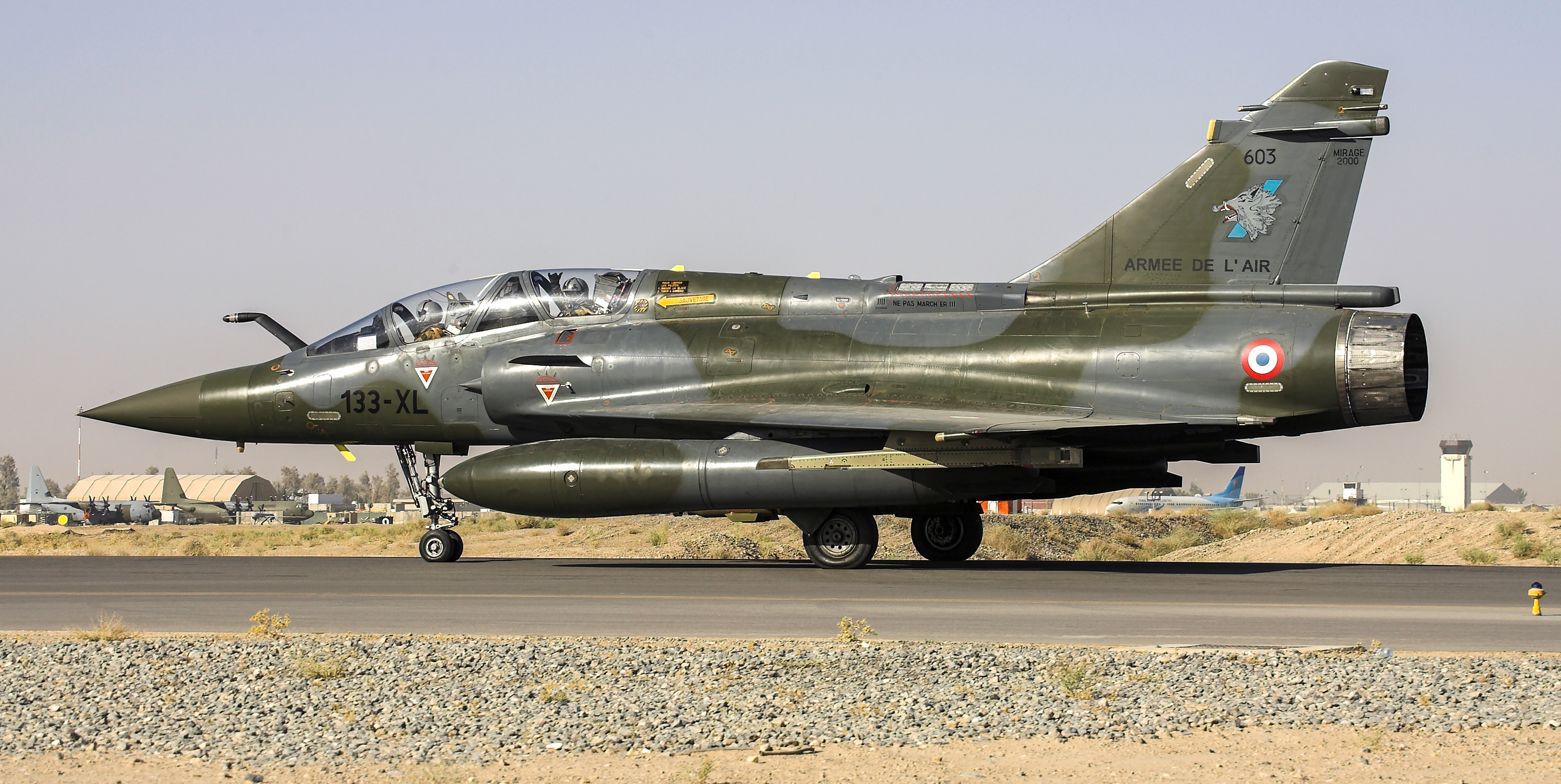
2000D 603 3/3 "Арденни" в міжнародному аеропорту Кандагар, 2010

Перший літак надійшов на озброєння в липні 1984 року. Перша оперативна ескадрилья була сформована в тому ж році, до 50-річчя ПС Франції. Близько 124 Mirage 2000C було отримано AdA.
Французькі Mirage 2000 використовувалися під час війни в Перській затоці, де вони літали на висотній протиповітряній обороні для літаків-розвідників U-2 ПС США, а також у повітряних операціях ООН і НАТО під час війни в Боснії та війни в Косово. Під час операції Deliberate Force 30 серпня 1995 року один Mirage 2000D був збитий над Боснією ракетою 9K38 «Ігла», випущеною підрозділами протиповітряної оборони Армії Республіки Сербської. Обидва члени екіпажу були схоплені та згодом звільнені за посередництва Союзної Республіки Югославії
Пізніше французькі Mirage 2000D служили в Міжнародних силах сприяння безпеці під час конфлікту в Афганістані в 2001–2002 роках, діючи в тісній взаємодії з міжнародними силами та виконуючи високоточні атаки бомбами з лазерним наведенням. Влітку 2007 року, після виведення з театру військових дій винищувачів Dassault Rafale, три французькі Mirage 2000 були направлені в Афганістан для підтримки військ НАТО.
Mirage 2000 поступово замінюється на Dassault Rafale, який надійшов на озброєння ПКС Франції в червні 2006 року.
Французькі Mirage 2000 були задіяні для запровадження безпольотної зони в Лівії в рамках операції Harmattan у 2011 році.
14 квітня 2018 року чотири французькі Mirage 2000-5F брали участь у спільній військовій операції проти сирійського уряду з Великою Британією та США під час громадянської війни в Сирії.
9 березня 2024 року два французьких Mirage 2000-5F брали участь у збитті двох безпілотних літальних апаратів Хусі над Червоним морем на підтримку операції Prosperity Guardian, яка відзначила першу перемогу Франції в повітрі після Другої світової війни.

### Індія
Індія придбала літаки Mirage 2000 у 1980-х роках. Відтоді їх залучали до низки військових операцій індійських військових, включно із нанесенням авіаударів по сусідньому Пакистану.
Наприкінці серпня 2021 року було підписано угоду на придбання у Франції вживаних літаків Mirage-2000.
Отримання літаків, які виводяться з експлуатації у Франції, дозволить утримувати флот індійських винищувачів, що налічує близько 50 одиниць. Тобто, отримані 24 літака заплановано використати як донори запчастин для підтримання боєздатності 40 винищувачів Mirage 2000E та 10 винищувачів Mirage 2000ED, що стоять на озброєнні з 1985 року.
Окрім вживаних літаків Індія купує у Франції нові Dassault Rafale, контракт яких підписали 23 вересня 2016 року.

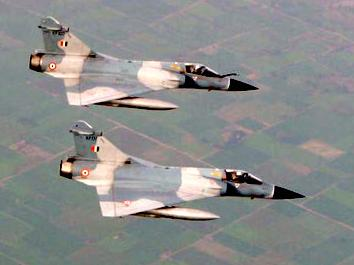
Mirage 2000 повітряних сил Індії під час навчань «Cope India», 2004 рік

26 лютого 2019 року 12 літаків Mirage 2000 були використані для удару по передбачуваному тренувальному табору Джаїш-е-Мухаммад у Балакоті, Пакистан. Це було перше застосування винищувачів ПС Індії в повітряному просторі Пакистану після війни 1971 року. Всі літаки були озброєні ізраїльськими бомбами Spice 2000 (1000 кг).
Наступного дня Mirage 2000I, Су-30МКІ та МіГ-21 ПС Індії були використані проти JF-17, Mirage III та F-16 ПС Пакистану. За словами індійських урядовців, ці пакистанські літаки мали на меті знищити склади боєприпасів індійської армії та інші об'єкти інфраструктури поблизу Шрінагара, Пунча та Джамму. Однак пакистанські посадовці стверджують, що авіаудари ПС Пакистану по Індії мали на меті продемонструвати можливості Пакистану, і літакам було наказано скидати бомби на відкритій місцевості, щоб уникнути людських жертв і супутнього збитку. Це призвело до повітряного бою та підтвердженого збиття індійського МіГ-21. Пакистан також заявляє, що ще один Су-30MKI ПС Індії був збитий під час цього бою. Однак Індія заперечує втрату будь-якого зі своїх Су-30MKI та стверджує, що в бою МіГ-21 збив F-16 ПС Пакистану. Пакистан також заперечує втрату будь-якого зі своїх F-16 у бою. Єдиними підтвердженими втратами в цьому зіткненні стали МіГ-21 і вертоліт Мі-17 ПС Індії, збитий своїм же вогнем.
Під час прикордонного конфлікту між Китаєм і Індією у 2020 році Індія розмістила Mirage 2000I вздовж лінії фактичного контролю, особливо після сутички в долині Галван поблизу Пангонг-Цо в регіоні Ладакх.
У вересні 2021 року Франція погодилася продати Індії частину своїх виведених з експлуатації літаків Mirage 2000 за ціною 1 мільйон євро за літак. З 24 літаків, які мають бути придбані, 13 перебувають у повному стані з цілими двигунами та планерами, і вісім з них будуть літати після обслуговування. Решта 11 літаків частково комплектні, але з паливними баками та катапультними кріслами, які будуть використані для отримання запчастин для двох існуючих ескадрилій Mirage ПС Індії.
7 травня 2025 року винищувачі Mirage 2000 були задіяні в операції «Сіндур». Один Mirage 2000 було втрачено під час зіткнення — він зазнав аварії в селі Вуян.

### Катар

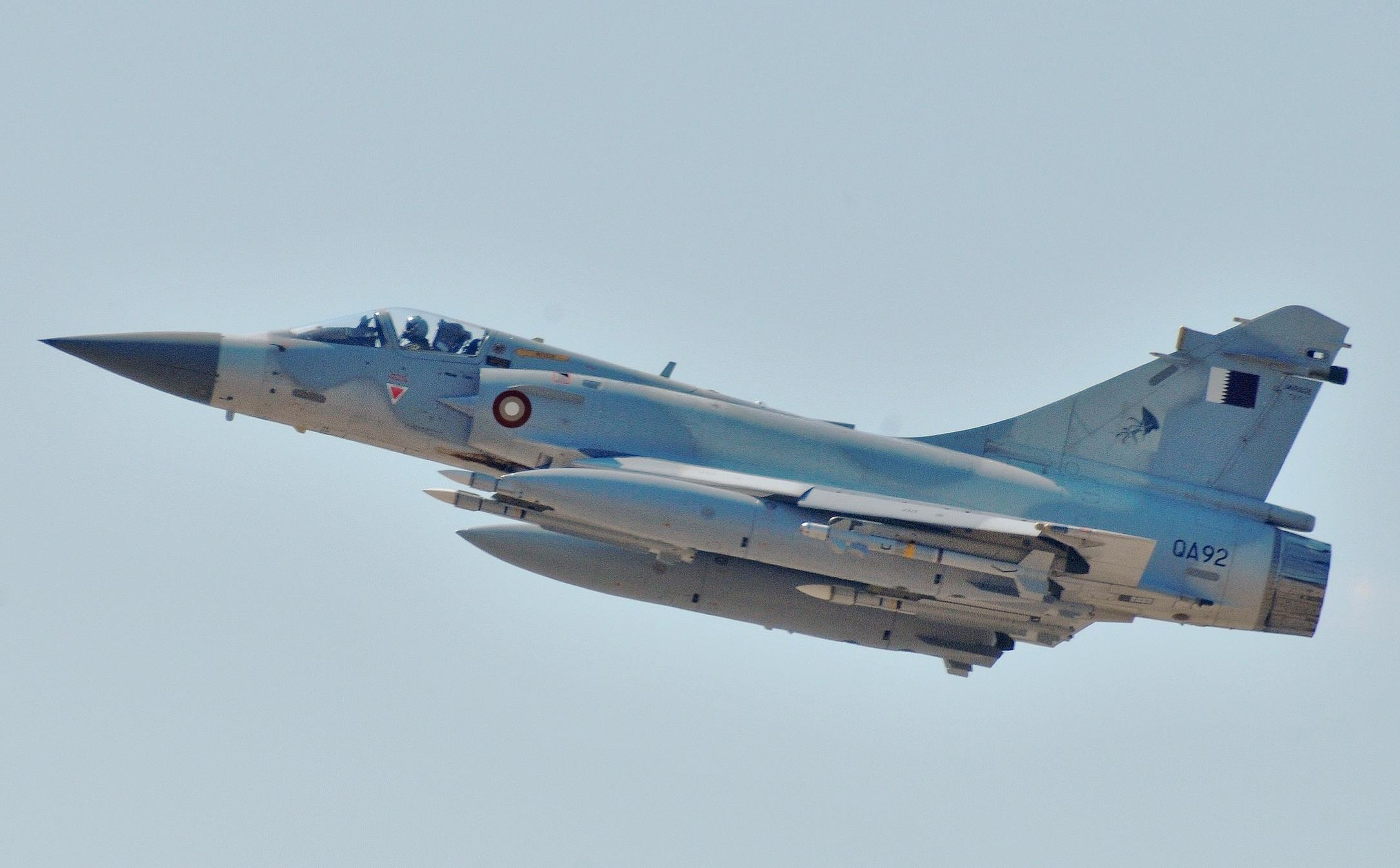
Літак ПС Катару Dassault Mirage 2000-5, який брав участь в операції «Світанок Одіссеї»

У 1994 році Катар став другим експортним замовником для Mirage 2000-5, коли він замовив дванадцять літаків для заміни своїх Mirage F1EDA. Замовлені літаки, позначені як Mirage 2000-5DA, складалися з дев'яти одномісних (5EDA) і трьох двомісних (5DDA), і перша поставка була здійснена у вересні 1997 року. Катар також придбав ракети MICA та крилаті ракети Apache для ударів з дальніх відстаней. Літаки використовувалися рідко, і до середини 2000-х років, під тиском США щодо утилізації літаків, при тому що більша частина їхнього експлуатаційного ресурсу залишалася не вичерпаною, Катар запропонував продати літаки Пакистану, а пізніше Індії. Така угода не відбулася.
У березні 2011 року літаки Mirage 2000 були розміщені на авіабазі на грецькому острові Крит у рамках зобов'язань Катару щодо надання допомоги у забезпеченні безпольотної зони, яку вводило НАТО над Лівією. Незабаром літаки спільно з французькими Mirage 2000-5 почали патрулювати безпольотну зону.

### Об'єднані Арабські Емірати
У травні 1983 року Об'єднані Арабські Емірати (ОАЕ) замовили 36 літаків Mirage 2000. Замовлення складалося з 22 одномісних винищувачів Mirage 2000AED, восьми унікальних одномісних розвідувальних варіантів під назвою Mirage 2000RAD та шести навчальних літаків Mirage 2000DAD, які разом відомі як SAD-8 (Стандарт Абу-Дабі). Замовлення передбачало встановлення італійської системи оборонної авіоніки, що затримало постачання першого з цих літаків до 1989 року.

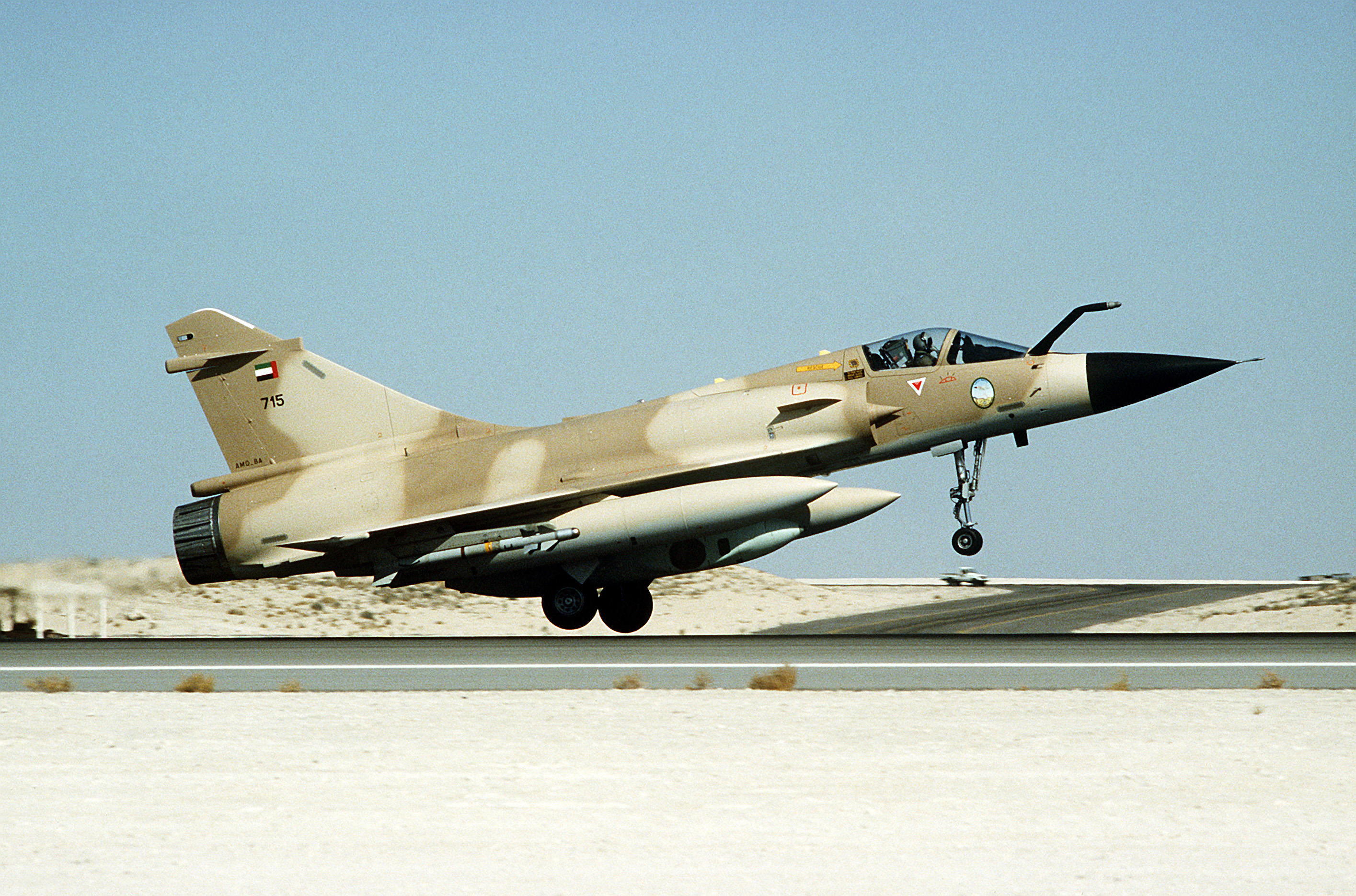
Mirage 2000RAD ОАЕ під час Операції «Буря в пустелі»

У листопаді 1998 року ОАЕ підписали контракт на $3,2 мільярда, який включав замовлення на 30 Mirage 2000-9, а також угоду щодо модернізації 33 вцілілих літаків SAD-8 до нового стандарту. Пізніше контракт було змінено, щоб він охоплював 32 нові літаки — 20 одномісних Mirage 2000-9 і 12 двомісних 2000-9D — і 30 комплектів для модернізації оригінальних літаків. Літаки були оснащені секретною системою протидії під назвою IMEWS. Хоча постачання планувалося на 2001 рік, перші літаки прибули навесні 2003 року.
Mirage 2000-9 ОАЕ оснащені для ударних місій лазерним прицільним контейнером Shehab (варіант системи Damocles) і навігаційним контейнером Nahar, що доповнюють режими «повітря — поверхня» радара RDY-2. Вони також оснащені секретною системою протидії IMEWS, подібною до ICMS 3. Еміратські Mirage 2000 оснащенні такими видами зброї, як керована бомба PGM 500 і крилата ракета «Black Shaheen», яка є варіантом крилатої ракети MBDA Apache. Усі 30 літаків, які вціліли з першої партії, були широко модернізовані, приведені до того ж стандарту, що і Mirage 2000-9.
Mirage 2000 ОАЕ брали участь у Війні в Перській затоці 1991 року, але мали незначну бойову активність. Шість Mirage 2000 брали участь у забезпеченні безпольотної зони над Лівією.
14 березня 2016 року під час втручання під керівництвом Саудівської Аравії в Ємені винищувач Mirage 2000-9D Об'єднаних Арабських Еміратів розбився в південному єменському місті Аден під час бойової операції в ранкові години, в результаті чого загинули два пілоти. Арабська коаліція заявила, що катастрофа сталася через технічну несправність. Інші джерела повідомляли, що Mirage 2000-9D був збитий єменськими бойовиками Аль-Каїди за допомогою ПЗРК «Стріла-2», коли летів на низькій висоті.
2 липня 2019 року, під час Західнолівійської кампанії 2019–2020 років, авіаудар влучив у Центр утримання мігрантів у Таджурі поблизу Тріполі, Лівія, який використовувався як притулок для мігрантів і біженців, що намагалися дістатися до Європи. В результаті атаки було знищено ангар, який використовувався як житлове приміщення, загинуло щонайменше 53 людини, 130 отримали поранення. Лівійський уряд національної згоди спочатку заявив, що авіаудар був здійснений Лівійською національною армією, але пізніше приписав атаку літаку ОАЕ. У звіті Місії підтримки ООН у Лівії та Управління Верховного комісара ООН з прав людини за січень 2020 року зазначено, що удар, ймовірно, було здійснено керованою бомбою, випущеною з іноземного літака, що знову натякає на можливе використання Mirage 2000 іноземного походження.

### Перу

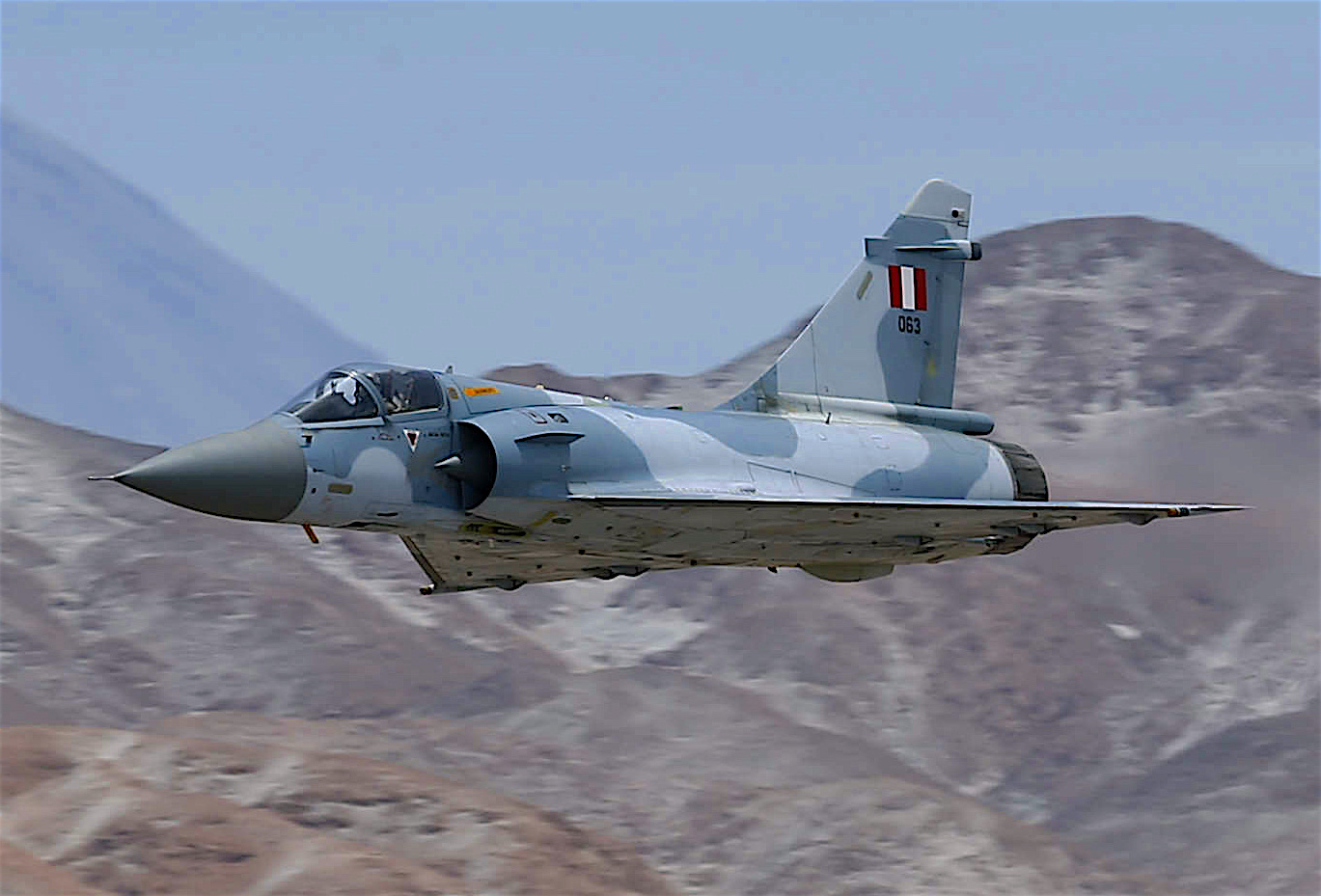
Mirage 2000 повітряних сил Перу

У грудні 1982 року Перу замовила 14 одномісних винищувачів Mirage 2000P і два двомісні навчально-бойові літаки Mirage 2000DP на суму 800 мільйонів доларів, з опцією на додаткові вісім і два літаки відповідно. Хоча контракт було підписано у 1985 році, уряд Перу через фінансові проблеми переглянув угоду, скоротивши замовлення до 10 одномісних і двох двомісних літаків.
Передача першого літака відбулася у червні 1985 року, але перші поставки до Перу розпочалися лише у грудні 1986 року після завершення початкового навчання пілотів у Франції.
Повітряні сили Перу замовили набір озброєння, подібний до того, що було придбане Єгиптом, а також прицільні контейнери ATLIS II. Перуанські Mirage виконували бойові патрулювання в 1995 році під час війни в Сепі.
У 2009 році літаки пройшли програму технічної перевірки та часткової модернізації електроніки в межах угоди на 140 мільйонів доларів за участі Dassault, Snecma та Thales. Очікується, що вони будуть виведені з експлуатації до 2025 року.

### Тайвань

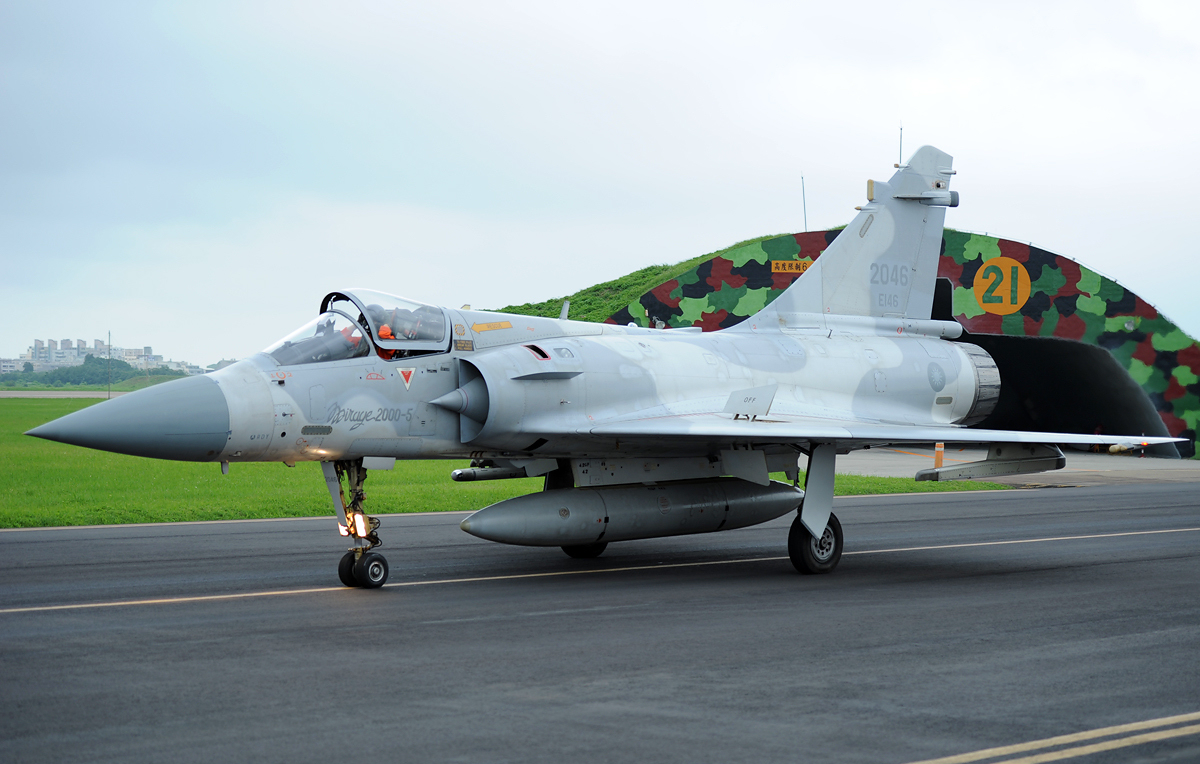
Mirage 2000-5EI повітряних сил Китайської Республіки

У відповідь на закупівлю материковим Китаєм Су-27, Республіка Китай (Тайвань) розпочала переговори зі США та Францією щодо можливого придбання нових винищувачів. Хоча США виступали проти придбання Тайванем Mirage 2000 і натомість тиснули на нього, щоб він закупив F-16, ПС Республіки Китай стали першими замовниками Mirage 2000-5 у листопаді 1992 року. Замовлення на 48 одномісних Mirage 2000-5EI та 12 навчальних Mirage 2000-5DI було засуджене Китаєм. Замовлення також включало 480 ракет ближнього радіуса дії «повітря — повітря» Magic, 960 ракет середнього радіуса дії «повітря —  повітря» MICA, додаткові паливні баки, обладнання для наземної підтримки та контрольне обладнання; загальна вартість становила 4,9 мільярда доларів США, з яких 2,6 мільярда було витрачено на літаки. Ракета MICA забезпечує Mirage здатністю до бойових дій за межами прямої видимості, що необхідно для його ролі як фронтового перехоплювача. Крім того, було замовлено набір контейнерів електронної розвідки ASTAC. Також були придбані й встановлені на двомісні літаки контейнери з двоствольними гарматними установками DEFA 554, оскільки вони не мають внутрішнього озброєння.
Тайванські Mirage 2000 були доставлені з травня 1997 по листопад 1998 року та базуються на авіабазі Сіньчжу. Mirage ПС Республіки Китай зіткнулися з низькою оперативною готовністю та високими витратами на технічне обслуговування; суворі умови експлуатації та високе навантаження спричинили більший знос, ніж очікувалося. Після того, як у 2009 році виявили тріщини на лопатях двигунів літаків, компанія Dassault співпрацювала з тайванською владою для успішного вирішення проблеми та надала компенсацію за пошкодження двигунів. Наступного року нормальні навчальні польоти по 15 годин на місяць були відновлені, а оперативна готовність флоту була відновлена після того, як, за повідомленнями, через проблеми з двигунами вона знизилася до 6 годин на місяць. Також розглядалося питання про консервацію всього флоту Mirage через високі витрати на технічне обслуговування. Хоча витрати на обслуговування літаків перевищують витрати на AIDC F-CK-1 Ching-kuo і Lockheed F-16 Fighting Falcon, флот Міражів, як повідомлялося, все ще експлуатується. Проте плани модернізації наявних літаків не були реалізовані через занадто високу вартість модернізації.

### Україна

Mirage 2000 Повітряних сил України

На початку російського вторгнення 2022 року обговорювались варіанти посилення українських повітряних сил, тоді речник ПС ЗСУ заявив, що Mirage 2000 є застарілим і непотрібним Україні. Однак, 14 січня 2024 року командувач Повітряних сил ЗСУ Микола Олещук повідомив, що не виключає посилення спроможностей бомбардувальників Су-24М за допомогою Mirage-2000D, а штурмовиків Су-25 — за допомогою A-10 Thunderbolt II. До цього Україна в рамках авіаційної коаліції домовилась про отримання європейських F-16. Mirage 2000 можуть стати потенційною заміною для застарілих Су-24М, які мають дуже великий наліт, і дозволити Україні ефективніше використовувати надані союзниками SCALP EG та AASM.
8 жовтня 2024 року міністр збройних сил Франції Себастьян Лекорню повідомив, що Франція передасть Україні оновлені винищувачі Mirage 2000-5F у першому кварталі 2025 року. Перед відправкою літаки будуть модернізовані для застосування озброєння класу «повітря — поверхня» та отримають удосконалені системи радіоелектронної боротьби. За припущеннями, Франція має надати від 12 до 20 літаків цього типу. У грудні 2024 стало відомо, що перша група українських пілотів завершила підготовку, яка тривала пів року. 6 лютого 2025 року міністерство оборони Франції повідомило про передачу першої партії літаків Mirage 2000-5F, точна кількість переданих літаків невідома.
7 березня 2025 року французькі винищувачі Mirage 2000 були вперше застосовані силами ПС ЗСУ для відбиття російського ракетно-дронового удару. Окрім «Міражів» для відбиття атаки також були застосовані багатоцільові винищувачі F-16.
22 липня 2025 року, згідно повідомлення Повітряних Сил ЗС України, під час виконання польотного завдання на українському літаку Mirage-2000 сталася відмова авіаційної техніки, в результаті чого винищувач зазнав аварії. Пілоту вдалося катапультуватися. Пошуково-рятувальна команда знайшла льотчика, стан стабільний.
Станом на 27 липня 2025 року редактори Oryx Blog знайшли фото чи відео підтвердження безповоротної втрати Україною 1 винищувача Mirage 2000-5F.

## Оператори

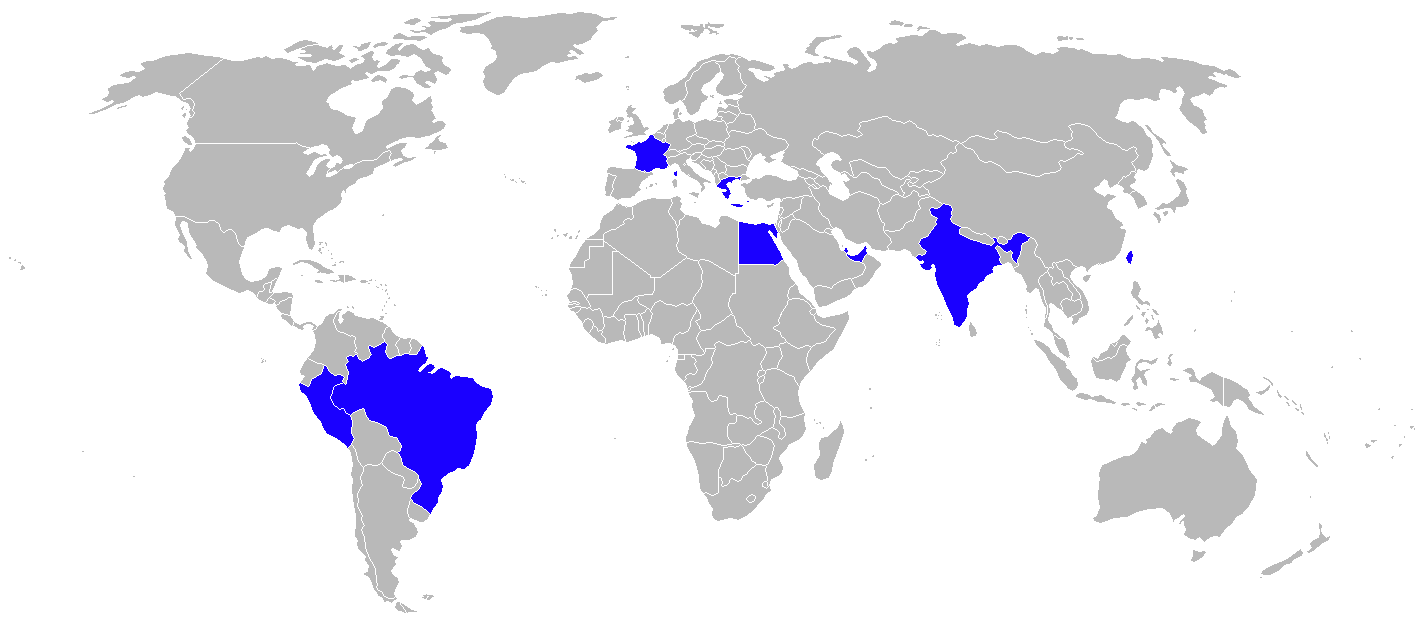
Оператори Mirage 2000, станом на 2013 рік

### Поточні оператори
За даними World Air Force 2024, станом на 1 грудня 2023 року Mirage 2000 експлуатують такі країни:
 Греція
- Повітряні сили Греції: Грецькі Повітряні сили експлуатують 29 винищувачів Mirage 2000, з яких 5 Mirage 2000EG і 24 Mirage 2000-5/Mk II. Деякі з них також використовуються для тренувань. 18 з них можуть бути продані Індії[103][102].

 Єгипет
- Повітряні сили Єгипту: На озброєнні Єгипетських Повітряних сил перебуває 19 винищувачів Mirage 2000. Це 15 винищувачів Mirage 2000EM і 4 навчально-тренувальних Mirage 2000BM[102].

 Індія
- Повітряні сили Індії: На озброєнні Індійських Повітряних сил знаходиться 55 винищувачів Mirage 2000. Ці сили складаються з 44 винищувачів Mirage 2000H/I і 11 навчально-тренувальних літаків Mirage 2000TH/TI. В даний час Індія модернізує всі літаки Mirage 2000H і 2000TH до стандарту 2000I і 2000TI відповідно[102].

 Об'єднані Арабські Емірати
- Повітряні сили Об'єднаних Арабських Еміратів: Повітряні сили ОАЕ експлуатують 59 винищувачів Mirage 2000, в тому числі 44 винищувачі Mirage 2000-9/EAD/RAD і 15 навчально-тренувальних Mirage 2000-9DAD[102].

 Перу
- Повітряні сили Перу: Перуанські Повітряні сили експлуатують 12 винищувачів Mirage 2000, в тому числі 10 винищувачів Mirage 2000P і 2 навчально-тренувальних Mirage 2000DP[102].

 Тайвань
- Повітряні сили Китайської Республіки: Повітряні сили Китайської Республіки експлуатують 54 винищувачі Mirage 2000. До складу цих сил входять 45 винищувачів Mirage 2000-5EI і 9 навчально-тренувальних літаків Mirage 2000-5DI[102].

 Україна
- Повітряні сили України: На початку лютого 2025 року міністерство оборони Франції повідомило про передачу першої партії літаків Mirage 2000-5F. За планами Україна має отримати до 20 літаків Mirage 2000-5F[97].

 Франція
- Повітряно-космічні сили Франції: Французькі Повітряні сили експлуатують 97 винищувачів Mirage 2000. До складу цих сил входять 65 винищувачів Mirage 2000D, 26 винищувачів Mirage 2000-5F і 6 навчально-тренувальних літаків Mirage 2000B-S5[102].
- Procor: Приватна військова фірма експлуатує до 9 літаків Mirage 2000, включаючи 8 літаків Mirage 2000C і 1 літак Mirage 2000B. Вони були придбані у 2019 році у Бразилії і використовуються як літаки-агресори[a] під час тренувань та військових навчань[104][105].

### Колишні оператори
Бразилія
- Повітряні сили Бразилії: Бразильські Повітряні сили мають 11 або 12 літаків Mirage 2000, що складаються з 9 або 10 винищувачів Mirage 2000C і 2 навчально-тренувальних літаків Mirage 2000B. Це були вживані літаки, придбані у Франції в 2005 році. Ці літаки були виведені з експлуатації в грудні 2013 року і замінені на літаки Saab JAS 39 Gripen. Згодом, у 2019 році, Бразилія продала 9 Mirage 2000 (8 Mirage 2000C і 1 Mirage 2000B) французькій компанії Procor, яка використовує їх як літаки-агресори[b] під час тренувань та військових навчань[104][105].

 Катар
- Повітряні сили Катара: Повітряні сили Катарських Еміратів раніше експлуатували 12 винищувачів Mirage 2000, в тому числі 9 винищувачів Mirage 2000-5EDA і 3 навчально-тренувальних Mirage 2000-5DDA.

### Скасовані оператори
Індонезія
- Повітряні сили Індонезії: Повітряні сили Індонезії придбали 12 літаків Mirage 2000 (9 винищувачів Mirage 2000-5EDA та 3 навчально-бойові Mirage 2000-5DDA), які були виведені з експлуатації ПС Катару. Угоду було укладено у січні 2023 року, а отримання літаків було заплановане на 2025 рік. Придбання піддавалося критиці як тимчасове рішення, особливо з огляду на те, що Індонезія замовила 42 винищувачі Dassault Rafale[106]. У січні 2024 року Індонезія відклала закупівлю Mirage 2000 через обмежені фінансові можливості[107]. 9 лютого 2024 року представник міністра оборони підтвердив, що план придбання літаків Mirage було скасовано[108].

## Тактико-технічні характеристики літака
Джерело даних: Complete Encyclopedia of World Aircraft, The International Directory of Military Aircraft, Сайт виробника, Мілітарний

### Технічні характеристики
- Екіпаж: 1 людина
- Довжина: 14,36 м
- Розмах крила: 9,13 м
- Висота: 5,30 м
- Площа крила: 41 м²
- Коефіцієнт видовження крила: 2,0

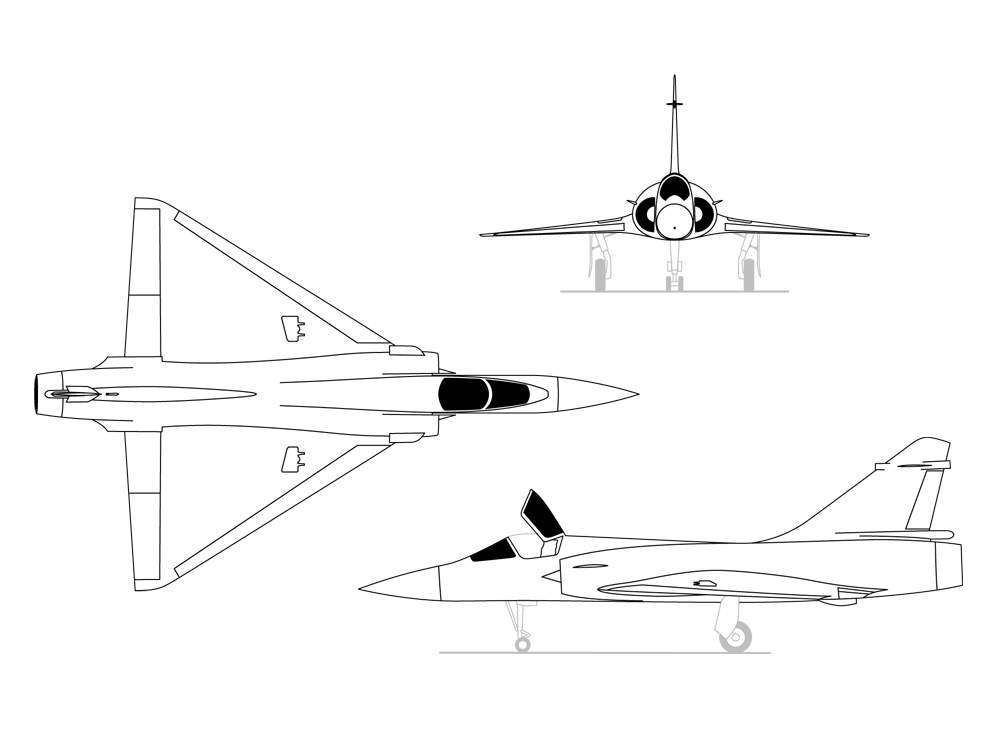
Схема Mirage 2000C/RDI в 3 проекціях

- Кут стрілоподібності по передній межі: 58°
- База шасі: 5 м
- Колія шасі: 3,5 м
- Маса порожнього: 7 500 кг
- Нормальна злітна маса: 14 000 кг
- Максимальна злітна маса: 17 000 кг
- Максимальна посадкова маса: 16 700 кг
- Маса палива у внутрішніх баках: 3 160 кг
- Об'єм паливних баків: 3950 л внутрішній/ 8000 л максимум[111]
- Силова установка: 1 × ТРДДФ SNECMA M53-P2
  - Безфорсажна тяга: 1 × 64,3 кН
  - Форсажна тяга: 1 × 95,1 кН

### Льотні характеристики
- Максимальна швидкість:
  - на великій висоті: 2,2 Маха (~2340) км/год
  - на малій висоті (200 м): 1,2 Маха (~1300) км/год[110]
- Посадкова швидкість: 144 км/год
- Швидкість звалювання: 185 км/год
- Бойовий радіус: 1550 км
- Перегінний радіус: 3333 км (з ППБ)
- Практичний максимум висоти: 18 000 м
- Швидкопідйомність: 284 м/с
- Навантаження на крило: 414,6 кг/м²
- Тягооснащеність: 0,56 (макс. злітної маси на форсажі)
- Максимальне експлуатаційне перевантаження: +9,0/-3,2 g

### Озброєння
- Стрілецько-гарматне: 2×30 мм гармати DEFA 554 з 125 сн. на гармату
- Точки підвісу: 9 (5 під фюзеляжем, 4 під крилом)
- Бойове навантаження: 6 300 кг (максимальна)
- Керовані ракети:
  - ракети «повітря — повітря»: 
    - 6 × MBDA MICA IR/RF (Mirage 2000-5, Mirage 2000-9, Mirage 2000I)
    - 2 × Matra R550 Magic-II та 2× Matra Super 530D (Mirage 2000C, Mirage 2000H)

  - ракети «повітря — поверхня»:
    - 2 × AM.39 Exocet (Mirage 2000EG, Mirage 2000-5 Mk2)
    - 1 ×  SCALP EG (Mirage 2000D, Mirage 2000-5)[112][113]
    - 1 × Crystal Maze
- Некеровані ракети:
  - 4 блоки MBDA LR F4 з 18×68 мм ракетами
- Бомби:
  - Некеровані бомби:
    - Mk82
    - 16 × 219 кг MBDA Durandal
    - 5-6 × 305 кг касетні MBDA Belouga або TDA BM 400

  - Кориговані бомби:
    - Сімейство високоточних керованих авіабомб AASM (Mirage 2000D)[114]
    - Модульні керовані бомби PGM 500 та PGM 2000 (Mirage 2000-9)
    - 2 × AS-30L з лазерним наведенням (Mirage 2000D)
    - 2 × бомби з лазерним наведенням GBU-12 (Mirage 2000D, Mirage 2000C & Mirage 2000N із зовнішнім лазерним позначенням)
    - 1 × бомба з лазерним наведенням GBU-16 (Mirage 2000D, Mirage 2000C & Mirage 2000N із зовнішнім лазерним позначенням)
    - 1 × бомба з лазерним наведенням GBU-24 (Mirage 2000D, Mirage 2000C & Mirage 2000N із зовнішнім лазерним позначенням)
    - 2 × бомби з лазерним наведенням GBU-49 (Mirage 2000D)
    - 1 × тактична ядерна крилата ракета ASMP-A (Mirage 2000N)
    - 1 × Spice 2000 (Mirage 2000N)[115]

### Авіоніка
- Радар Thomson-CSF RDY (імпульсно-доплерівський радар) (Mirage 2000-5, Mirage 2000I)

## У культурі

### Кінематограф
- Dassault Mirage 2000 широко представлений у французькому фільмі 2005 року «Лицарі неба» (Les Chevaliers du ciel), який розповідає про двох пілотів повітряних сил, що запобігають терористичній атаці під час святкування Дня взяття Бастилії в Парижі[116].

### Відеоігри
- «Політати»  на Dassault Mirage 2000 можна в таких іграх як Jane`s Combat Simulations Fighters Anthology, War Thunder, Digital Combat Simulator, Fighter Wing та серії аркадних авіасимуляторів Ace Combat